# Ban Chấp hành Trung ương Đảng Cộng sản Liên Xô khóa XVII
Ban Chấp hành Trung ương Đảng Cộng sản toàn Liên bang (b) khóa XVII (tiếng Nga: XVII Центральный комитет Всесоюзная коммунистическая партия (большевиков)) do Đại hội lần thứ XVII Đảng Cộng sản toàn Liên bang (b) tổ chức tại Moskva từ ngày 26/1-10/2/1934 bầu ra.
Ban Chấp hành Trung ương khóa XVII gồm các Ủy viên chính thức và dự khuyết với nhiệm kỳ tới tháng 3/1939.

## Lịch sử
Đại hội Đảng lần thứ XVII được gắn mác "Đại hội chiến thắng" để đánh dấu sự thành công của kế hoạch 5 năm đầu tiên và tập thể hóa nông nghiệp.
Đại hội có sự tham dự của 1,225 đại biểu với một cuộc bỏ phiếu lựa chọn và 736 đại biểu với một cuộc bỏ phiếu tư vấn, đại diện cho 1,872,488 đảng viên và 935,298 cảm tình đảng.
Đại hội đã bầu 71 ủy viên chính thức và bầu 68 ủy viên dự khuyết. Ngày 10/2/1934 Ban Chấp hành Trung ương Đảng khóa XVII họp phiên thứ nhất bầu Bộ Chính trị, Ban Bí thư và Orgburo. Đồng thời Joseph Stalin không được bầu làm Tổng Bí thư mà chỉ được bầu làm Bí thư Trung ương Đảng, nhưng các quyền lực khác không đổi và Lazar Kaganovich tiếp tục giữ chức ủy quyền của Stalin, một chức vụ không chính thức được các nhà Xô Viết gọi là Bí thư thứ hai, và được trao quyền quản lý công việc của đảng và ký các nghị quyết của Bộ Chính trị khi Stalin rời khỏi Moskva.
Đây là Trung ương Đảng bị giảm số ủy viên nhiều nhất. Trong số 139 ủy viên chính thức và dự khuyết, đã có 98 ủy viên đã thiệt mạng trong giai đoạn 1936-1938. Có 44 (trong số 71) là ủy viên chính thức, trong khi 55 (trong số 68) là ủy viên dự khuyết. Trong số những người bị bắt, hơn 80% trong số họ dưới 50 tuổi. Khi Đại hội Đảng lần thứ XVIII triệu tập năm 1939, chỉ còn 31 người trong Trung ương khóa cũ. Trong số này, bảy người không được tái đắc cử, và năm người trong số được cho nghỉ hưu hoặc miễn nhiệm các chức vụ (Grigory Petrovsky, Gleb Krzhizhanovsky, Grigory Broydo, Mikhail Chuvyrin và Isaak Schwartz) riêng Tikhon Yurkin và Avraami Zavenyagin được bầu lại vào Trung ương Đảng tại Đại hội Đảng lần thứ XIX (năm 1952) và Đại hội Đảng lần thứ XX (năm 1956). Trong số 24 người được tái đắc cử tại Đại hội Đảng lần thứ XVIII, bốn người sẽ bị đàn áp (Mikhail Kaganovich năm 1941, Solomon Lozovsky năm 1952, Lavrentiy Beria năm 1953 và Mir Jafar Baghirov năm 1956). Klavdiya Nikolayeva trở thành thành viên Trung ương duy nhất trước đây đã hoạt động đối lập trong đảng đã sống sót sau cuộc thanh trừng.

## Các hội nghị Trung ương Đảng
Trung ương Đảng không phải là một tổ chức thường trực. Trung ương Đảng triệu tập được mười bốn phiên họp toàn thể giữa Đại hội XVII và Đại hội XVIII của Đảng. Khi Trung ương Đảng không tổ chức phiên họp, quyền hạn ra quyết định được chuyển đến các cơ quan nội bộ của chính Trung ương Đảng; các Bộ Chính trị, Ban Bí thư và Orgburo.
| Hội nghị lần thứ | Bắt đầu-Kết thúc      | Thời gian | Tóm lược |
| ---------------- | --------------------- | --------- | --- |
| 1                | 10/2/1934             | 1 ngày    | Hội nghị bầu Bộ Chính trị, Ban Bí thư, Orgburo. Bộ chính trị gồm 10 ủy viên chính thức, 5 ủy viên dự khuyết; Ban bí thư gồm 4 ủy viên; Orgburo gồm 10 ủy viên chính thức, 2 ủy viên dự khuyết |
| 2                | 29/6 – 1/7/1934       | 3 ngày    | Báo cáo hội nghị về việc hoàn thành kế hoạch cung cấp ngũ cốc và thịt (Valerian Kuybyshev, Anastas Mikoyan, Israel Kleiner); Hội nghị thông qua về cải tiến và phát triển chăn nuôi; về các điều khoản đào tạo trong các trường đại học thú y và các trường kỹ thuật thú y. |
| 3                | 25–28/11/1934         | 4 ngày    | Hội nghị thông qua nghị quyết về việc bãi bỏ hệ thống phân phối cho bánh mì và một số sản phẩm khác; về các tổ chức chính trị trong nông nghiệp. Thảo luận các vấn đề hiện tại của nông nghiệp; về nông dân và trang trại tập thể lạc hậu. |
| 4                | 1/2/1935              | 1 ngày    | Hội nghị bổ sung các thành viên của Bộ Chính trị và Ban Bí thư Ban Chấp hành Trung ương Đảng. Thông qua nghị quyết về những thay đổi trong Hiến pháp Liên Xô; về việc giao hạt giống cho các trang trại tập thể và nhà nước cho chiến dịch gieo mùa xuân. |
| 5                | 28/2/1935             | 1 ngày    | Hội nghị nghe báo cáo về thu hoạch và thu mua các sản phẩm nông nghiệp. Thông qua nghị quyết tổ chức của Ban Thư ký Ủy ban Chấp hành Trung ương Liên Xô, và Avel Yenukidze. |
| 6                | 5–7/6/1935            | 3 ngày    | Hội nghị thảo luận công tác tổ chức Đảng |
| 7                | 21–25/12/1935         | 5 ngày    | Thảo luận các vấn đề nhân sự các tổ chức |
| 8                | 1–4/6/1936            | 4 ngày    | Thông qua nghị quyết Hiến pháp Liên Xô; Về thu hoạch và mua sắm nông nghiệp. Thảo luận các vấn đề hiện tại: a) Về việc chuyển đổi các khoản vay, b) Về việc trao đổi các tài liệu của đảng, c) Về Avel Yenukidze |
| 9                | 4, 7/7/1936           | 2 ngày    | Thông qua nghị quyết về Hiến pháp Liên Xô lần cuối; Về Trotskyist và các tổ chức cánh hữu chống Liên Xô; Về một trường hợp cá nhân (về Grigori Sokolnikov và Georgy Pyatakov). Phê chuẩn các nghị quyết của Trung ương Đảng ngày 25-26 tháng 7 và 10-11 tháng 9 năm 1936 (thăm dò ý kiến). |
| 10               | 23/2 – 5/3/1937       | 12 ngày   | Hội nghị thảo luận trường hợp của Bukharin và Rykov; Về việc chuẩn bị các tổ chức đảng cho cuộc bầu cử vào Xô viết Tối cao Liên Xô về hệ thống bầu cử mới và tái cơ cấu tương ứng công tác chính trị của đảng; Bài học về sự phá hoại, phá ngầm và gián điệp của các đặc vụ Nhật-Đức-Trotskyist; Về những thiếu sót của công tác đảng và các biện pháp để loại bỏ Trotskyist và kẻ hai mang khác trong các tổ chức đảng |
| 11               | 26–29/6/1937          | 4 ngày    | Thảo luận về luật bầu cử mới ["Quy định về bầu cử đối với Xô viết Tối cao Liên Xô"]; Về cải tiến hạt giống cây trồng ngũ cốc; Giới thiệu về việc luân canh cây trồng chính xác; Về các biện pháp cải thiện công việc của các trạm máy kéo; Về các khóa đào tạo cho cán bộ đảng hàng đầu; Vấn đề tổ chức đảng khác. |
| 12               | 11–12/10/1937         | 2 ngày    | Về chiến dịch bầu cử cho cuộc bầu cử vào Xô viết Tối cao Liên Xô; bổ sung Ủy viên Trung ương Đảng; bổ sung thành phần của Bộ Chính trị Trung ương Đảng; Về nghiên cứu bắt buộc ngôn ngữ Nga trong các trường học của các nước cộng hòa và khu vực quốc gia. |
| 13               | 11, 14, 18, 20/1/1938 | 4 ngày    | Về việc khai mạc phiên họp của Xô viết Tối cao Liên Xô và về các vấn đề tổ chức phiên họp; Về những sai lầm của các tổ chức đảng khi khai trừ đảng viên, về thái độ quan liêu đối với các kháng cáo của những người bị khai trừ và về các biện pháp để loại bỏ những thiếu sót này; Về những thay đổi và bổ sung cho một số điều khoản của Hiến pháp; Về việc bổ sung Bộ Chính trị và Ban tổ chức Trung ương Đảng; Về kế hoạch chung công tác nông nghiệp cho năm 1938; Về thành phần của Hội đồng Dân ủy Liên Xô; Về việc tăng cường mua sắm thịt; Về vận tải đường sắt; Đề xuất bầu cử cho Xô viết Tối cao cho các nước cộng hòa liên bang. |
| 14               | 9–11/1/1938           | 3 ngày    | Về việc triệu tập Đại hội Đảng XVIII. |

## Các Ban Đảng Trung ương
| Các Ban Đảng Trung ương                     | Chức vụ         | Lãnh đạo               | Kiêm nhiệm                                                                                               | Nhiệm kỳ        | Ghi chú |
| ------------------------------------------- | --------------- | ---------------------- | --- | --------------- | --- |
| Ban Nông nghiệp                             | Trưởng ban      | Andrei Zhdanov         | Bí thư Trung ương Đảng                                                                                   | 2/1934-4/1934   | |
| Ban Nông nghiệp                             | Trưởng ban      | Yakov Yakovlev         | Ủy viên Trung ương Đảng                                                                                  | 4/1934-1936     | |
| Ban Giao thông Vận tải                      | Trưởng ban      | Lazar Kaganovich       | Ủy viên Bộ Chính trị Bí thư Trung ương Đảng Ủy viên Cục Tổ chức Trung ương Đảng                          | 2/1934-7/1934   | |
| Ban Giao thông Vận tải                      | Trưởng ban      | Nikolay Zimin          | Ủy viên Ủy ban Kiểm tra Trung ương Đảng                                                                  | 7/1934-1935     | |
| Ban Công nghiệp                             | Trưởng ban      | Nikolai Yezhov         | Bí thư Trung ương Đảng Phó Chủ nhiệm Ủy ban Kiểm tra Trung ương Đảng Ủy viên Cục Tổ chức Trung ương Đảng | 2/1934-3/1935   | |
| Ban Công nghiệp                             | Trưởng ban      | Andrey Andreyev        | Ủy viên Bộ Chính trị Bí thư Trung ương Đảng Ủy viên Cục Tổ chức Trung ương Đảng                          | 3/1935-5/1937   | |
| Ban Công nghiệp                             | Trưởng ban      | Mikhail Tselishev      | | 5/1937-9/1937   | |
| Ban Đặc biệt                                | Trưởng ban      | Alexander Poskrebyshev | | 2/1934-3/1939   | |
| Ban Kế hoạch, Tài chính và Thương mại       | Trưởng ban      | Andrei Zhdanov         | Bí thư Trung ương Đảng                                                                                   | 4/1934-10/1934  | |
| Ban Kế hoạch, Tài chính và Thương mại       | Trưởng ban      | Karl Bauman            | Ủy viên Trung ương Đảng                                                                                  | 10/1934-10/1937 | Bị bắt và qua đời |
| Ban Chính trị và Hành chính                 | Trưởng ban      | Yakov Brezanovsky      | | 2/1934-2/1935   | |
| Ban Chính trị và Hành chính                 | Trưởng ban      | Osip Piatnitsky        | Ủy viên Trung ương Đảng                                                                                  | 8/1935-7/1937   | Bị bắt |
| Văn phòng Công tác                          | Chánh Văn phòng | Timofey Samsonov       | | 2/1934-2/1935   | |
| Văn phòng Công tác                          | Chánh Văn phòng | Ivan Lychov            | | 2/1935-5/1938   | |
| Văn phòng Công tác                          | Chánh Văn phòng | Dmitry Krupin          | | 5/1938-3/1939   | |
| Ban Hướng dẫn Cơ quan Đảng                  | Trưởng ban      | Dmitry Bulatov         | Ủy viên Ủy ban Kiểm tra Trung ương Đảng                                                                  | 2/1934-3/1935   | |
| Ban Hướng dẫn Cơ quan Đảng                  | Trưởng ban      | Nikolai Yezhov         | Bí thư Trung ương Đảng Chủ nhiệm Ủy ban Kiểm tra Trung ương Đảng Ủy viên Cục Tổ chức Trung ương Đảng     | 3/1935-2/1936   | |
| Ban Hướng dẫn Cơ quan Đảng                  | Trưởng ban      | Georgy Malenkov        | | 2/1936-3/1939   | |
| Ban Văn hóa và Tuyên truyền Lenin           | Trưởng ban      | Aleksei Stetskii       | Ủy viên Trung ương Đảng                                                                                  | 2/1934-5/1935   | Ban tách thành Ban Tuyên giáo và Cổ động; Ban Báo chí và Xuất bản; Ban Trường học; Ban Văn hóa và Giáo dục; Ban Khoa học và Phát minh Kỹ thuật Khám phá |
| Ban Trường học                              | Trưởng ban      | Boris Volin            | | 5/1935-1936     | Ban thành lập mới |
| Ban Khoa học và Phát minh Kỹ thuật Khám phá | Trưởng ban      | Karl Bauman            | Ủy viên Trung ương Đảng                                                                                  | 5/1935-10/1937  | Ban thành lập mới; bị bắt và qua đời |
| Ban Tuyên giáo và Cổ động                   | Trưởng ban      | Aleksei Stetskii       | Ủy viên Trung ương Đảng                                                                                  | 5/1935-4/1938   | Ban thành lập mới |
| Ban Tuyên giáo và Cổ động                   | Trưởng ban      | Andrei Zhdanov         | Ủy viên dự khuyết Bộ Chính trị Bí thư Trung ương Đảng                                                    | 11/1938-3/1939  | |
| Ban Báo chí và Xuất bản                     | Trưởng ban      | Boris Tal              | | 5/1935-9/1937   | Ban thành lập mới |
| Ban Báo chí và Xuất bản                     | Trưởng ban      | Lev Mekhlis            | Ủy viên dự khuyết Trung ương Đảng                                                                        | 9/1937-1/1938   | |
| Ban Báo chí và Xuất bản                     | Trưởng ban      | Aleksandr Niktin       | | 1/1938-11/1938  | Ban sát nhập với Ban Tuyên giáo và Cổ động Trung ương Đảng                                                                                              |
| Ban Văn hóa và Giáo dục                     | Trưởng ban      | Alexander Shcherbakov  | | 5/1935-12/1936  | Ban thành lập mới |
| Ban Văn hóa và Giáo dục                     | Trưởng ban      | Aleksey Angarov        | | 12/1936-7/1937  | Bị bắt |

## Ủy viên chính thức Trung ương Đảng
| - Ủy viên Bộ Chính trị - Bí thư Trung ương Đảng - Ủy viên Dự khuyết Bộ Chính trị | - Ủy viên Dự khuyết Ban Bí thư - Ủy viên Trung ương Đảng - Ủy viên Dự khuyết Trung ương Đảng |

| STT | Họ tên (sinh-mất)                    | Chức vụ khi được bầu | Chức vụ khi được bầu | Chức vụ                                                                                | Chức vụ | Chức vụ         | Ghi chú |
| STT | Họ tên (sinh-mất)                    | Chức vụ khi được bầu | Chức vụ khi được bầu | Chức vụ                                                                                | Chức vụ | Nhiệm kỳ        | Ghi chú |
| --- | ------------------------------------ | --- | --- | -------------------------------------------------------------------------------------- | --- | --------------- | --- |
| 1   | Pyotr Alexeyev (1893–1937)           | | Chủ tịch Hội đồng Công đoàn tỉnh Leningrad |                                                                                        | Chủ tịch Hội đồng Công đoàn tỉnh Leningrad | 2/1934-6/1937   | Miễn nhiệm tại Hội nghị Trung ương lần thứ 11. Bị bắt sau đó                                                 |
| 2   | Andrey Andreyev (1895–1971)          | | Ủy viên Nhân dân Bộ Dân ủy Giao thông vận tải Liên Xô |                                                                                        | Ủy viên Cục Tổ chức Trung ương Đảng Trưởng ban Ban Công nghiệp Trung ương Đảng | 3/1935-5/1937   | Bí thư Trung ương Đảng từ tháng 2/1935                                                                       |
| 2   | Andrey Andreyev (1895–1971)          | | Ủy viên Nhân dân Bộ Dân ủy Giao thông vận tải Liên Xô | Ủy viên Cục Tổ chức Trung ương Đảng Chủ tịch Xô viết Liên bang Xô viết Tối cao Liên Xô | 1/1938-3/1939 |                 | Bí thư Trung ương Đảng từ tháng 2/1935                                                                       |
| 3   | Nikolay Antipov (1894–1938)          | | Phó Ủy viên Nhân dân Bộ Dân ủy Thanh tra Công nông Liên Xô Chủ tịch Ủy ban sáng chế thuộc Hội đồng Lao động và Quốc phòng Liên Xô                               |                                                                                        | Phó Chủ nhiệm Ủy ban Kiểm tra Xô viết Hội đồng Dân ủy Liên Xô | 2/1934-4/1935   | Miễn nhiệm tại Hội nghị Trung ương lần thứ 11 (6/1937). Bị bắt sau đó                                        |
| 3   | Nikolay Antipov (1894–1938)          | Phó Chủ tịch Hội đồng Dân ủy Liên Xô Phó Chủ tịch Hội đồng Lao động và Quốc phòng Liên Xô Chủ nhiệm Ủy ban Kiểm tra Xô viết Hội đồng Dân ủy Liên Xô                   | Phó Ủy viên Nhân dân Bộ Dân ủy Thanh tra Công nông Liên Xô Chủ tịch Ủy ban sáng chế thuộc Hội đồng Lao động và Quốc phòng Liên Xô                               | 4/1935-6/1937                                                                          | |                 | Miễn nhiệm tại Hội nghị Trung ương lần thứ 11 (6/1937). Bị bắt sau đó                                        |
| 4   | Aleksei Badayev (1883–1951)          | | Phó Chủ tịch Xô viết Moskva Chủ tịch Liên hiệp các Hiệp hội người tiêu dùng Moskva                                                                              |                                                                                        | Phó Ủy viên Nhân dân Bộ Dân ủy Công nghiệp Thực phẩm Liên Xô | 10/1935-8/1937  | |
| 4   | Aleksei Badayev (1883–1951)          | Ủy viên Nhân dân Bộ Dân ủy Công nghiệp Thực phẩm Nga Xô | Phó Chủ tịch Xô viết Moskva Chủ tịch Liên hiệp các Hiệp hội người tiêu dùng Moskva                                                                              | 8-1937-7/1938                                                                          | |                 | |
| 4   | Aleksei Badayev (1883–1951)          | Phó Chủ tịch Ủy ban chấp hành Xô viết thành phố Moskva | Phó Chủ tịch Xô viết Moskva Chủ tịch Liên hiệp các Hiệp hội người tiêu dùng Moskva                                                                              | 7/1938-12/1938                                                                         | |                 | |
| 4   | Aleksei Badayev (1883–1951)          | Chủ tịch Đoàn chủ tịch Xô viết tối cao Nga Xô | Phó Chủ tịch Xô viết Moskva Chủ tịch Liên hiệp các Hiệp hội người tiêu dùng Moskva                                                                              | 7/1938-3/1939                                                                          | |                 | |
| 5   | Vsevolod Balitsky (1892–1937)        | | Phó Chủ tịch Tổng cục Chính trị Nhà nước Liên Xô Chủ tịch Cục Chính trị Nhà nước Ukraine Xô                                                                     |                                                                                        | Ủy viên Nhân dân Bộ Dân ủy Nội vụ Ukraine Xô | 2/1934-5/1937   | Miễn nhiệm tại Hội nghị Trung ương lần thứ 11 (6/1937). Bị bắt sau đó                                        |
| 5   | Vsevolod Balitsky (1892–1937)        | Cục trưởng Cục Viễn Đông Bộ Dân ủy Nội vụ Liên Xô | Phó Chủ tịch Tổng cục Chính trị Nhà nước Liên Xô Chủ tịch Cục Chính trị Nhà nước Ukraine Xô                                                                     | 5/1937-6/1937                                                                          | |                 | Miễn nhiệm tại Hội nghị Trung ương lần thứ 11 (6/1937). Bị bắt sau đó                                        |
| 6   | Karl Bauman (1892–1937)              | | Bí thư thứ nhất Cục Trung Á Trung ương Đảng |                                                                                        | Trưởng ban Ban Kế hoạch, Tài chính và Thương mại Trung ương Đảng | 10/1934-10/1937 | Bị bắt |
| 6   | Karl Bauman (1892–1937)              | Ban Khoa học và Phát minh Kỹ thuật Khám phá Trung ương Đảng | Bí thư thứ nhất Cục Trung Á Trung ương Đảng | 5/1935-10/1937                                                                         | |                 | Bị bắt |
| 7   | Lavrentiy Beria (1899–1953)          | | Bí thư thứ nhất Trung ương Đảng Cộng sản Gruzia Bí thư thứ nhất Tỉnh ủy Ngoại Kavkaz Đảng Cộng sản toàn Liên bang                                               |                                                                                        | Bí thư thứ nhất Trung ương Đảng Cộng sản Gruzia Bí thư thứ nhất Thành ủy Tbilisi Đảng Cộng sản Gruzia | 5/1937-8/1938   | |
| 7   | Lavrentiy Beria (1899–1953)          | Phó Ủy viên Nhân dân thứ nhất Bộ Dân ủy Nội vụ Liên Xô Tổng cục trưởng Tổng cục An ninh Nhà nước Bộ Dân ủy Nội vụ Liên Xô                                             | Bí thư thứ nhất Trung ương Đảng Cộng sản Gruzia Bí thư thứ nhất Tỉnh ủy Ngoại Kavkaz Đảng Cộng sản toàn Liên bang                                               | 8/1938-12/1938                                                                         | |                 | |
| 7   | Lavrentiy Beria (1899–1953)          | Ủy viên Nhân dân Bộ Dân ủy Nội vụ Liên Xô | Bí thư thứ nhất Trung ương Đảng Cộng sản Gruzia Bí thư thứ nhất Tỉnh ủy Ngoại Kavkaz Đảng Cộng sản toàn Liên bang                                               | 12/1938-3/1939                                                                         | |                 | |
| 8   | Andrei Bubnov (1884–1938)            | | Ủy viên Nhân dân Bộ Giáo dục Nga Xô |                                                                                        | Ủy viên Nhân dân Bộ Giáo dục Nga Xô | 2/1934-10/1937  | Bị bắt và xử bắn sau đó                                                                                      |
| 9   | Juozas Vareikis (1894–1938)          | | Bí thư thứ nhất Tỉnh ủy Kinh tế Đất đen Trung ương Đảng cộng sản toàn Liên bang                                                                                 |                                                                                        | Bí thư thứ nhất Tỉnh ủy Voronezh Đảng cộng sản toàn Liên bang | 9/1934-3/1935   | Miễn nhiệm tại Hội nghị Trung ương lần thứ 12 (10/1937)                                                      |
| 9   | Juozas Vareikis (1894–1938)          | Bí thư thứ nhất Tỉnh ủy Stalingrad Đảng cộng sản toàn Liên bang | Bí thư thứ nhất Tỉnh ủy Kinh tế Đất đen Trung ương Đảng cộng sản toàn Liên bang                                                                                 | 3/1935-12/1936                                                                         | |                 | Miễn nhiệm tại Hội nghị Trung ương lần thứ 12 (10/1937)                                                      |
| 9   | Juozas Vareikis (1894–1938)          | Bí thư thứ nhất Tỉnh ủy Viễn Đông Đảng cộng sản toàn Liên bang | Bí thư thứ nhất Tỉnh ủy Kinh tế Đất đen Trung ương Đảng cộng sản toàn Liên bang                                                                                 | 1/1937-10/1937                                                                         | |                 | Miễn nhiệm tại Hội nghị Trung ương lần thứ 12 (10/1937)                                                      |
| 10  | Kliment Voroshilov (1881–1969)       | | Chủ tịch Hội đồng quân sự cách mạng Liên Xô Ủy viên Nhân dân Bộ Dân ủy Quân sự và Hải quân Liên Xô                                                              |                                                                                        | Ủy viên Nhân dân Bộ Dân ủy Quốc phòng Liên Xô | 12/1934-3/1939  | |
| 10  | Kliment Voroshilov (1881–1969)       | Chủ tịch Hội đồng Quân sự thuộc Ủy ban Quốc phòng Nhân dân Liên Xô | Chủ tịch Hội đồng quân sự cách mạng Liên Xô Ủy viên Nhân dân Bộ Dân ủy Quân sự và Hải quân Liên Xô                                                              | 11/1934-3/1938                                                                         | |                 | |
| 10  | Kliment Voroshilov (1881–1969)       | Ủy viên Ủy ban Thường vụ về các vấn đề bí mật và các vấn đề chính sách đối ngoại thuộc Bộ Chính trị                                                                   | Chủ tịch Hội đồng quân sự cách mạng Liên Xô Ủy viên Nhân dân Bộ Dân ủy Quân sự và Hải quân Liên Xô                                                              | 4/1937-3/1939                                                                          | |                 | |
| 11  | Yan Gamarnik (1894–1937)             | | Phó Chủ tịch Hội đồng Quân sự Cách mạng Liên Xô Phó Ủy viên Nhân dân thứ nhất Bộ Dân ủy Quân sự và Hải quân Liên Xô                                             |                                                                                        | Phó Ủy viên Nhân dân thứ nhất Bộ Dân ủy Quốc phòng Liên Xô | 6/1934-5/1937   | Tự sát do cáo buộc liên quan đến "vụ án Tukhachevsky"                                                        |
| 12  | Yefim Yevdokimov (1891–1940)         | | Bí thư thứ nhất Tỉnh ủy Bắc Kavkaz Đảng Cộng sản toàn Liên bang                                                                                                 |                                                                                        | Bí thư thứ nhất Tỉnh ủy Azov-Biển Đen Đảng Cộng sản toàn Liên bang | 1/1937-9/1937   | Bị bắt tháng 11/1938                                                                                         |
| 12  | Yefim Yevdokimov (1891–1940)         | Bí thư thứ nhất Tỉnh ủy Rostov Đảng Cộng sản toàn Liên bang | Bí thư thứ nhất Tỉnh ủy Bắc Kavkaz Đảng Cộng sản toàn Liên bang                                                                                                 | 9/1937-5/1938                                                                          | |                 | Bị bắt tháng 11/1938                                                                                         |
| 12  | Yefim Yevdokimov (1891–1940)         | Phó Ủy viên Nhân dân Bộ Dân ủy Giao thông đường thủy | Bí thư thứ nhất Tỉnh ủy Bắc Kavkaz Đảng Cộng sản toàn Liên bang                                                                                                 | 5/1938-11/1938                                                                         | |                 | Bị bắt tháng 11/1938                                                                                         |
| 13  | Nikolai Yezhov (1895–1940)           | | Trưởng ban Ban Hành chính, Kinh tế và Công đoàn Trung ương Đảng                                                                                                 |                                                                                        | Trưởng ban Ban Công nghiệp Trung ương Đảng | 3/1934-3/1935   | Bí thư Trung ương Đảng từ tháng 2/1935. Ủy viên dự khuyết Bộ Chính trị từ tháng 10/1937. Bị bắt tháng 4/1939 |
| 13  | Nikolai Yezhov (1895–1940)           | Ủy viên Cục Tổ chức Trung ương Phó Chủ nhiệm Ủy ban Kiểm tra Trung ương Đảng                                                                                          | Trưởng ban Ban Hành chính, Kinh tế và Công đoàn Trung ương Đảng                                                                                                 | 2/1934-3/1935                                                                          | |                 | Bí thư Trung ương Đảng từ tháng 2/1935. Ủy viên dự khuyết Bộ Chính trị từ tháng 10/1937. Bị bắt tháng 4/1939 |
| 13  | Nikolai Yezhov (1895–1940)           | Ủy viên Cục Tổ chức Trung ương Chủ nhiệm Ủy ban Kiểm tra Trung ương Đảng                                                                                              | Trưởng ban Ban Hành chính, Kinh tế và Công đoàn Trung ương Đảng                                                                                                 | 3/1935-3/1939                                                                          | |                 | Bí thư Trung ương Đảng từ tháng 2/1935. Ủy viên dự khuyết Bộ Chính trị từ tháng 10/1937. Bị bắt tháng 4/1939 |
| 13  | Nikolai Yezhov (1895–1940)           | | Trưởng ban Ban Hành chính, Kinh tế và Công đoàn Trung ương Đảng                                                                                                 | Trưởng ban Ban Hướng dẫn Cơ quan Đảng Trung ương Đảng                                  | 10/1935-2/1936 |                 | Bí thư Trung ương Đảng từ tháng 2/1935. Ủy viên dự khuyết Bộ Chính trị từ tháng 10/1937. Bị bắt tháng 4/1939 |
| 13  | Nikolai Yezhov (1895–1940)           | Tổng biên tập tạp chí "Xây dựng Đảng" | Trưởng ban Ban Hành chính, Kinh tế và Công đoàn Trung ương Đảng                                                                                                 | 10/1935-4/1936                                                                         | |                 | Bí thư Trung ương Đảng từ tháng 2/1935. Ủy viên dự khuyết Bộ Chính trị từ tháng 10/1937. Bị bắt tháng 4/1939 |
| 13  | Nikolai Yezhov (1895–1940)           | Ủy viên Nhân dân Bộ Dân ủy Nội vụ Liên Xô | Trưởng ban Ban Hành chính, Kinh tế và Công đoàn Trung ương Đảng                                                                                                 | 9/1936-12/1938                                                                         | |                 | Bí thư Trung ương Đảng từ tháng 2/1935. Ủy viên dự khuyết Bộ Chính trị từ tháng 10/1937. Bị bắt tháng 4/1939 |
| 13  | Nikolai Yezhov (1895–1940)           | | Trưởng ban Ban Hành chính, Kinh tế và Công đoàn Trung ương Đảng                                                                                                 | Phó Chủ tịch Ủy ban Dự trữ thuộc Hội đồng Lao động và Quốc phòng Liên Xô               | 11/1936-11/1937 |                 | Bí thư Trung ương Đảng từ tháng 2/1935. Ủy viên dự khuyết Bộ Chính trị từ tháng 10/1937. Bị bắt tháng 4/1939 |
| 13  | Nikolai Yezhov (1895–1940)           | Ủy viên Ủy ban Thường vụ về các vấn đề bí mật và các vấn đề chính sách đối ngoại thuộc Bộ Chính trị                                                                   | Trưởng ban Ban Hành chính, Kinh tế và Công đoàn Trung ương Đảng                                                                                                 | 4/1937-4/1939                                                                          | |                 | Bí thư Trung ương Đảng từ tháng 2/1935. Ủy viên dự khuyết Bộ Chính trị từ tháng 10/1937. Bị bắt tháng 4/1939 |
| 13  | Nikolai Yezhov (1895–1940)           | Ủy viên Nhân dân Bộ Dân ủy Vận tải đường thủy Liên Xô | Trưởng ban Ban Hành chính, Kinh tế và Công đoàn Trung ương Đảng                                                                                                 | 4/1938-4/1939                                                                          | |                 | Bí thư Trung ương Đảng từ tháng 2/1935. Ủy viên dự khuyết Bộ Chính trị từ tháng 10/1937. Bị bắt tháng 4/1939 |
| 14  | Avel Enukidze (1877–1937)            | | Thư ký Đoàn Chủ tịch Ủy ban Chấp hành Trung ương Liên Xô |                                                                                        | Chủ tịch Ủy ban Chấp hành Trung ương Gruzia Xô Ngoại Kavkaz | 3/1935-6/1935   | Miễn nhiệm tại Hội nghị Trung ương lần thứ 6 (6/1935)                                                        |
| 15  | Andrei Zhdanov (1896–1948)           | | Bí thư thứ nhất Tỉnh ủy Gorky Đảng Cộng sản toàn Liên bang |                                                                                        | Trưởng ban Ban Nông nghiệp Trung ương Đảng | 2/1934-4/1934   | Ủy viên dự khuyết Bộ Chính trị từ tháng 2/1935                                                               |
| 15  | Andrei Zhdanov (1896–1948)           | Trưởng ban Ban Kế hoạch, Tài chính và Thương mại Trung ương Đảng | Bí thư thứ nhất Tỉnh ủy Gorky Đảng Cộng sản toàn Liên bang | 4/1934-10/1934                                                                         | |                 | Ủy viên dự khuyết Bộ Chính trị từ tháng 2/1935                                                               |
| 15  | Andrei Zhdanov (1896–1948)           | | Bí thư thứ nhất Tỉnh ủy Gorky Đảng Cộng sản toàn Liên bang | Bí thư thứ nhất Tỉnh ủy Leningrad Đảng Cộng sản toàn Liên bang                         | 12/1934-3/1939 |                 | Ủy viên dự khuyết Bộ Chính trị từ tháng 2/1935                                                               |
| 15  | Andrei Zhdanov (1896–1948)           | Chủ tịch Xô viết tối cao Nga Xô | Bí thư thứ nhất Tỉnh ủy Gorky Đảng Cộng sản toàn Liên bang | 7/1938-3/1939                                                                          | |                 | Ủy viên dự khuyết Bộ Chính trị từ tháng 2/1935                                                               |
| 15  | Andrei Zhdanov (1896–1948)           | Trưởng ban Ban Tuyên giáo và Cổ động Trung ương Đảng | Bí thư thứ nhất Tỉnh ủy Gorky Đảng Cộng sản toàn Liên bang | 11/1938-3/1939                                                                         | |                 | Ủy viên dự khuyết Bộ Chính trị từ tháng 2/1935                                                               |
| 16  | Ivan Zhukov (1889–1937)              | | Phó Ủy viên Nhân dân Bộ Dân ủy Công nghiệp năng Liên Xô Cục trưởng Cục công nghiệp năng lượng thuộc Bộ Dân ủy Công nghiệp nặng Liên Xô                          |                                                                                        | Phó Ủy viên Nhân dân Bộ Dân ủy Thông tin Liên Xô | 6/1934-10/1936  | Bị bắt tháng 6/1937 và xử bắn sau đó                                                                         |
| 16  | Ivan Zhukov (1889–1937)              | Ủy viên Nhân dân Bộ Dân ủy Công nghiệp địa phương Nga Xô | Phó Ủy viên Nhân dân Bộ Dân ủy Công nghiệp năng Liên Xô Cục trưởng Cục công nghiệp năng lượng thuộc Bộ Dân ủy Công nghiệp nặng Liên Xô                          | 10/1936-6/1937                                                                         | |                 | Bị bắt tháng 6/1937 và xử bắn sau đó                                                                         |
| 17  | Isaak Zelensky (1890–1938)           | | Chủ tịch Hội đồng Liên minh Hợp tác xã Tiêu dùng Trung ương Liên Xô                                                                                             |                                                                                        | Chủ tịch Hội đồng Liên minh Hợp tác xã Tiêu dùng Trung ương Liên Xô | 2/1934-8/1937   | Bị bắt tháng 8/1937 và xử bắn sau đó                                                                         |
| 18  | Vladimir Ivanov (1893–1938)          | | Bí thư thứ nhất Tỉnh ủy Bắc Krai Đảng Cộng sản toàn Liên bang                                                                                                   |                                                                                        | Ủy viên Nhân dân Bộ Dân ủy Lâm nghiệp | 1/1936-10/1937  | Bị bắt tháng 11/1937 và xử bắn sau đó                                                                        |
| 19  | Akmal Ikramov (1898–1938)            | | Bí thư thứ nhất Trung ương Đảng Cộng sản Uzbekistan Bí thư thứ nhất Thành ủy Tashkent Đảng Cộng sản Uzbekistan                                                  |                                                                                        | Bí thư thứ nhất Trung ương Đảng Cộng sản Uzbekistan Bí thư thứ nhất Thành ủy Tashkent Đảng Cộng sản Uzbekistan | 2/1934-9/1937   | Bị bắt tháng 9/1937. Miễn nhiệm chức vụ tại Hội nghị Trung ương lần thứ 12 (10/1937)                         |
| 20  | Ivan Kabakov (1891–1937)             | | Bí thư thứ nhất Tỉnh ủy Sverdlovsk Đảng Cộng sản toàn Liên bang                                                                                                 |                                                                                        | Bí thư thứ nhất Tỉnh ủy Sverdlovsk Đảng Cộng sản toàn Liên bang | 2/1934-4/1937   | Bị bắt tháng 4/1937 và xử bắn sau đó                                                                         |
| 21  | Lazar Kaganovich (1893–1991)         | | Trưởng ban Ban Nông nghiệp Trung ương Đảng |                                                                                        | Chủ nhiệm Ủy ban Kiểm tra Trung ương Đảng | 2/1934-2/1935   | |
| 21  | Lazar Kaganovich (1893–1991)         | Trưởng ban Ban Giao thông Vận tải Trung ương Đảng | Trưởng ban Ban Nông nghiệp Trung ương Đảng | 2/1934-7/1934                                                                          | |                 | |
| 21  | Lazar Kaganovich (1893–1991)         | Chủ tịch Ủy ban Giao thông vận tải thuộc Trung ương Đảng | Trưởng ban Ban Nông nghiệp Trung ương Đảng | 7/1934-2/1935                                                                          | |                 | |
| 21  | Lazar Kaganovich (1893–1991)         | Ủy viên Nhân dân Bộ Dân ủy Giao thông vận tải Liên Xô | Trưởng ban Ban Nông nghiệp Trung ương Đảng | 2/1935-8/1937                                                                          | |                 | |
| 21  | Lazar Kaganovich (1893–1991)         | | Trưởng ban Ban Nông nghiệp Trung ương Đảng |                                                                                        | Ủy viên Ủy ban Thường vụ về các vấn đề bí mật và các vấn đề chính sách đối ngoại thuộc Bộ Chính trị Ủy viên Ban Thường vụ về các vấn đề kinh tế Bộ Chính trị                                                         | 4/1937-3/1939   | |
| 21  | Lazar Kaganovich (1893–1991)         | Ủy viên Nhân dân Bộ Dân ủy Công nghiệp nặng Liên Xô | Trưởng ban Ban Nông nghiệp Trung ương Đảng | 8/1937-1/1939                                                                          | |                 | |
| 21  | Lazar Kaganovich (1893–1991)         | Ủy viên Nhân dân Bộ Dân ủy Công nghiệp nhiên liệu Liên Xô | Trưởng ban Ban Nông nghiệp Trung ương Đảng | 1/1939-3/1939                                                                          | |                 | |
| 21  | Lazar Kaganovich (1893–1991)         | Ủy viên Nhân dân Bộ Dân ủy Giao thông vận tải Liên Xô | Trưởng ban Ban Nông nghiệp Trung ương Đảng | 4/1938-3/1939                                                                          | |                 | |
| 21  | Lazar Kaganovich (1893–1991)         | Phó Chủ tịch Hội đồng Dân ủy Liên Xô | Trưởng ban Ban Nông nghiệp Trung ương Đảng | 9/1938-3/1939                                                                          | |                 | |
| 22  | Mikhail Kaganovich (1888–1941)       | | Phó Ủy viên Nhân dân Bộ Dân ủy Công nghiệp nặng Liên Xô |                                                                                        | Phó Ủy viên Nhân dân Bộ Dân ủy Công nghiệp nặng Liên Xô Cục trưởng ngành hàng không thuộc Bộ Dân ủy Công nghiệp nặng Liên Xô                                                                                         | 2/1935-12/1936  | |
| 22  | Mikhail Kaganovich (1888–1941)       | Phó Ủy viên Nhân dân Bộ Dân ủy Công nghiệp nặng Liên Xô | Phó Ủy viên Nhân dân Bộ Dân ủy Công nghiệp nặng Liên Xô | 12/1936-10/1937                                                                        | |                 | |
| 22  | Mikhail Kaganovich (1888–1941)       | Ủy viên Nhân dân Bộ Dân ủy Công nghiệp Quốc phòng Liên Xô | Phó Ủy viên Nhân dân Bộ Dân ủy Công nghiệp nặng Liên Xô | 10/1937-1/1939                                                                         | |                 | |
| 22  | Mikhail Kaganovich (1888–1941)       | Ủy viên Nhân dân Bộ Dân ủy Công nghiệp Hàng không Liên Xô | Phó Ủy viên Nhân dân Bộ Dân ủy Công nghiệp nặng Liên Xô | 1/1939-3/1939                                                                          | |                 | |
| 23  | Mikhail Kalinin (1875–1946)          | | Chủ tịch Ủy ban Chấp hành Trung ương Liên Xô |                                                                                        | Chủ tịch Đoàn Chủ tịch Xô viết Tối cao Liên Xô | 1/1938-3/1939   | |
| 24  | Lavrentiy Kartvelishvili (1890–1938) | | Ủy viên Hội đồng Quân sự Quân đội Viễn Đông Cờ đỏ Bí thư thứ nhất Tỉnh ủy Viễn Đông Đảng Cộng sản toàn Liên bang                                                |                                                                                        | Bí thư thứ nhất Tỉnh ủy Crimea Đảng Cộng sản toàn Liên bang | 12/1936-6/1937  | Miễn nhiệm tại Hội nghị Trung ương 11 (6/1937)                                                               |
| 25  | Sergey Kirov (1886–1934)             | | Bí thư thứ nhất Tỉnh ủy Leningrad Đảng Cộng sản toàn Liên bang                                                                                                  |                                                                                        | Ủy viên Cục Tổ chức Trung ương Đảng Bí thư thứ nhất Tỉnh ủy Leningrad Đảng Cộng sản toàn Liên bang | 2/1934-12/1934  | Mất khi đang tại nhiệm                                                                                       |
| 25  | Sergey Kirov (1886–1934)             | | Bí thư thứ nhất Tỉnh ủy Leningrad Đảng Cộng sản toàn Liên bang                                                                                                  |                                                                                        | Ủy viên Cục Tổ chức Trung ương Đảng Bí thư thứ nhất Tỉnh ủy Leningrad Đảng Cộng sản toàn Liên bang | 2/1934-12/1934  | Mất khi đang tại nhiệm                                                                                       |
| 26  | Vilhelm Knorin (1890–1938)           | | Bí thư Ban chấp hành quốc tế cộng sản |                                                                                        | Phó trưởng ban Ban Tuyên giáo và Cổ động Trung ương Đảng | 8/1935-6/1937   | Miễn nhiệm tại Hội nghị Trung ương 11 (6/1937)                                                               |
| 27  | Ivan Kodatskiy (1893–1937)           | | Chủ tịch Xô viết thành phố Leningrad |                                                                                        | Cục trưởng Cục Công nghiệp nhẹ thuộc Bộ Dân ủy Công nghiệp nặng Liên Xô | 2/1937-6/1937   | Miễn nhiệm tại Hội nghị Trung ương 11 (6/1937)                                                               |
| 28  | Alexander Kosarev (1903–1939)        | | Ủy viên dự khuyết Cục Tổ chức Trung ương Đảng Bí thư thứ nhất Trung ương Đoàn Thanh niên Cộng sản Lenin                                                         |                                                                                        | Ủy viên dự khuyết Cục Tổ chức Trung ương Đảng Bí thư thứ nhất Trung ương Đoàn Thanh niên Cộng sản Lenin | 2/1934-11/1938  | Bị bắt tháng 11/1938                                                                                         |
| 29  | Joseph Kosior (1893–1937)            | | Phái viên Hội đồng Dân ủy Liên Xô phụ trách Viễn Đông |                                                                                        | Phái viên Hội đồng Dân ủy Liên Xô phụ trách Viễn Đông | 2/1934-7/1937   | Mất khi đang tại nhiệm                                                                                       |
| 30  | Stanislav Kosior (1889–1939)         | | Bí thư thứ nhất Trung ương Đảng Cộng sản Ukraine |                                                                                        | Phó Chủ tịch Hội đồng Dân ủy Liên Xô Chủ nhiệm Ủy ban Kiểm tra Xô viết Hội đồng Dân ủy Liên Xô | 1/1938-5/1938   | Bị bắt tháng 5/1938                                                                                          |
| 31  | Gleb Krzhizhanovsky (1872–1959)      | | Phó Chủ tịch Viện Hàn lâm Khoa học Liên Xô Giám đốc Viện Năng lượng Viện Hàn lâm Khoa học Liên Xô                                                               |                                                                                        | Phó Chủ tịch Viện Hàn lâm Khoa học Liên Xô Giám đốc Viện Năng lượng Viện Hàn lâm Khoa học Liên Xô | 2/1934-3/1939   | |
| 32  | Alexander Krinitsky (1894–1937)      | | Phó trưởng ban Ban Nông nghiệp Trung ương Đảng |                                                                                        | Bí thư thứ nhất Tỉnh ủy Saratov Đảng Cộng sản toàn Liên bang | 4/1934-7/1937   | Bị bắt tháng 7/1937                                                                                          |
| 33  | Nadezhda Krupskaya (1869–1939)       | | Phó Ủy viên Nhân dân Bộ Dân ủy Giáo dục Nga Xô |                                                                                        | Phó Ủy viên Nhân dân Bộ Dân ủy Giáo dục Nga Xô | 2/1934-2/1939   | Mất khi đang tại nhiệm                                                                                       |
| 34  | Valerian Kuybyshev (1888–1935)       | | Phó Chủ tịch Hội đồng Dân ủy Liên Xô và Hội đồng Lao động và Quốc phòng Liên Xô                                                                                 |                                                                                        | Phó Chủ tịch thứ nhất Hội đồng Dân ủy Liên Xô và Hội đồng Lao động và Quốc phòng Liên Xô | 5/1934-1/1935   | Mất khi đang tại nhiệm                                                                                       |
| 34  | Valerian Kuybyshev (1888–1935)       | Chủ nhiệm Ủy ban Kiểm tra Xô viết Hội đồng Dân ủy Liên Xô | Phó Chủ tịch Hội đồng Dân ủy Liên Xô và Hội đồng Lao động và Quốc phòng Liên Xô                                                                                 | 2/1934-1935                                                                            | |                 | Mất khi đang tại nhiệm                                                                                       |
| 35  | Dmitry Lebed (1893–1937)             | | Phó Chủ tịch Hội đồng Dân ủy Nga Xô |                                                                                        | Phó Chủ tịch Hội đồng Dân ủy Nga Xô | 2/1934-8/1937   | Bị bắt tháng 8/1937 và xử bắn sau đó                                                                         |
| 36  | Maxim Litvinov (1876–1951)           | | Ủy viên Nhân dân Bộ Dân ủy Ngoại giao Liên Xô |                                                                                        | Ủy viên Nhân dân Bộ Dân ủy Ngoại giao Liên Xô | 2/1934-3/1939   | |
| 37  | Semen Lobov (1888–1937)              | | Ủy viên Nhân dân Bộ Dân ủy Lâm nghiệp Liên Xô |                                                                                        | Ủy viên Nhân dân Bộ Dân ủy Lâm nghiệp Liên Xô | 2/1934-6/1937   | Miễn nhiệm tại Hội nghị Trung ương lần thứ 11 (6/1937)                                                       |
| 38  | Isidore Lyubimov (1882–1937)         | | Ủy viên Nhân dân Bộ Dân ủy Công nghiệp nhẹ Liên Xô |                                                                                        | Ủy viên Nhân dân Bộ Dân ủy Công nghiệp nhẹ Liên Xô | 2/1934-6/1937   | Miễn nhiệm tại Hội nghị Trung ương 11 (6/1937)                                                               |
| 39  | Dmitry Manuilsky (1883–1959)         | | Thư ký Ban chấp hành quốc tế cộng sản |                                                                                        | Thư ký Ban chấp hành quốc tế cộng sản | 2/1934-3/1939   | |
| 40  | Valery Mezhlauk (1893–1938)          | | Phó Chủ tịch thứ nhất Ủy ban Kế hoạch Nhà nước thuộc Hội đồng Dân ủy Liên Xô                                                                                    |                                                                                        | Phó Chủ tịch Hội đồng Dân ủy và Hội đồng Lao động và Quốc phòng Liên Xô Chủ tịch Ủy ban Kế hoạch Nhà nước thuộc Hội đồng Dân ủy Liên Xô                                                                              | 4/1934-2/1937   | Bị bắt tháng 12/1937                                                                                         |
| 40  | Valery Mezhlauk (1893–1938)          | Ủy viên Nhân dân Bộ Dân ủy Công nghiệp nặng Liên Xô | Phó Chủ tịch thứ nhất Ủy ban Kế hoạch Nhà nước thuộc Hội đồng Dân ủy Liên Xô                                                                                    | 2/1937-8/1937                                                                          | |                 | Bị bắt tháng 12/1937                                                                                         |
| 40  | Valery Mezhlauk (1893–1938)          | Ủy viên Nhân dân Bộ Dân ủy Chế tạo Cơ khí Liên Xô | Phó Chủ tịch thứ nhất Ủy ban Kế hoạch Nhà nước thuộc Hội đồng Dân ủy Liên Xô                                                                                    | 8/1937-10/1937                                                                         | |                 | Bị bắt tháng 12/1937                                                                                         |
| 40  | Valery Mezhlauk (1893–1938)          | Phó Chủ tịch Hội đồng Dân ủy Liên Xô Chủ tịch Ủy ban Kế hoạch Nhà nước thuộc Hội đồng Dân ủy Liên Xô                                                                  | Phó Chủ tịch thứ nhất Ủy ban Kế hoạch Nhà nước thuộc Hội đồng Dân ủy Liên Xô                                                                                    | 10/1937-12/1937                                                                        | |                 | Bị bắt tháng 12/1937                                                                                         |
| 41  | Anastas Mikoyan (1895–1978)          | | Ủy viên Nhân dân Bộ Dân ủy Cung ứng Liên Xô |                                                                                        | Ủy viên Nhân dân Bộ Dân ủy Công nghiệp thực phẩm Liên Xô | 7/1934-1/1938   | Ủy viên Bộ Chính trị từ tháng 2/1935                                                                         |
| 41  | Anastas Mikoyan (1895–1978)          | Ủy viên Ban Thường vụ về các vấn đề kinh tế thuộc Bộ Chính trị | Ủy viên Nhân dân Bộ Dân ủy Cung ứng Liên Xô | 4/1937-3/1939                                                                          | |                 | Ủy viên Bộ Chính trị từ tháng 2/1935                                                                         |
| 41  | Anastas Mikoyan (1895–1978)          | | Ủy viên Nhân dân Bộ Dân ủy Cung ứng Liên Xô | Phó Chủ tịch Hội đồng Dân ủy Liên Xô Phó chủ tịch thứ nhất Hội đồng kinh tế Liên Xô    | 7/1937-3/1939 |                 | Ủy viên Bộ Chính trị từ tháng 2/1935                                                                         |
| 42  | Levon Mirzoyan (1887–1939)           | | Bí thư thứ nhất Tỉnh ủy Kazak Đảng Cộng sản toàn Liên bang |                                                                                        | Bí thư thứ nhất Trung ương Đảng Cộng sản Kazakhstan | 6/1937-5/1938   | Bị bắt tháng 5/1938                                                                                          |
| 43  | Vyacheslav Molotov (1890–1986)       | | Chủ tịch Hội đồng Dân ủy Liên Xô Chủ tịch Hội đồng Lao động và Quốc phòng Liên Xô                                                                               |                                                                                        | Chủ tịch Hội đồng Dân ủy Liên Xô Chủ tịch Hội đồng Kinh tế thuộc Hội đồng Dân ủy Liên Xô Chủ tịch Ủy ban Quốc phòng thuộc Hội đồng Dân ủy Liên Xô                                                                    | 11/1937-3/1939  | |
| 43  | Vyacheslav Molotov (1890–1986)       | Ủy viên Ủy ban Thường vụ về các vấn đề bí mật và các vấn đề chính sách đối ngoại thuộc Bộ Chính trị Ủy viên Ủy ban Thường vụ về các vấn đề kinh tế thuộc Bộ Chính trị | Chủ tịch Hội đồng Dân ủy Liên Xô Chủ tịch Hội đồng Lao động và Quốc phòng Liên Xô                                                                               | 4/1937-3/1939                                                                          | |                 | |
| 44  | Klavdiya Nikolayeva (1893–1944)      | | Bí thư thứ hai Tỉnh ủy Tây Siberia Đảng Cộng sản toàn Liên bang                                                                                                 |                                                                                        | Bí thư thứ hai Tỉnh ủy Công nghiệp Ivanovo Đảng Cộng sản toàn Liên bang | 3/1934-3/1936   | |
| 44  | Klavdiya Nikolayeva (1893–1944)      | Bí thư thứ hai Tỉnh ủy Ivanovo Đảng Cộng sản toàn Liên bang | Bí thư thứ hai Tỉnh ủy Tây Siberia Đảng Cộng sản toàn Liên bang                                                                                                 | 3/1936-9/1936                                                                          | |                 | |
| 44  | Klavdiya Nikolayeva (1893–1944)      | Thư ký Hội đồng Liên minh Công đoàn Trung ương | Bí thư thứ hai Tỉnh ủy Tây Siberia Đảng Cộng sản toàn Liên bang                                                                                                 | 5/1937-3/1939                                                                          | |                 | |
| 45  | Ivan Nosov (1888–1937)               | | Bí thư thứ nhất Tỉnh ủy Công nghiệp Ivanovo Đảng Cộng sản toàn Liên bang                                                                                        |                                                                                        | Bí thư thứ nhất Tỉnh ủy Ivanovo Đảng Cộng sản toàn Liên bang | 3/1936-8/1937   | Bị bắt tháng 8/1937                                                                                          |
| 46  | Grigol Ordzhonikidze (1886–1937)     | | Ủy viên Nhân dân Bộ Dân ủy Công nghiệp nặng Liên Xô |                                                                                        | Ủy viên Nhân dân Bộ Dân ủy Công nghiệp nặng Liên Xô | 2/1934-2/1937   | Mất khi đang tại nhiệm                                                                                       |
| 47  | Grigory Petrovsky (1878–1958)        | | Chủ tịch Ủy ban Chấp hành Trung ương Liên Xô |                                                                                        | Phó Chủ tịch Đoàn Chủ tịch Xô viết Tối cao Liên Xô | 1/1938-3/1939   | |
| 48  | Pavel Postyshev (1887–1939)          | | Bí thư thứ hai Trung ương Đảng Cộng sản Ukraine Bí thư thứ nhất Tỉnh ủy Kharkov Đảng Cộng sản Ukraine                                                           |                                                                                        | Bí thư thứ hai Trung ương Đảng Cộng sản Ukraine Bí thư thứ nhất Tỉnh ủy Kiev Đảng Cộng sản Ukraine | 6/1934-1/1937   | Bị bắt tháng 2/1938                                                                                          |
| 48  | Pavel Postyshev (1887–1939)          | Quyền Bí thư thứ nhất Tỉnh ủy Kuibyshev Đảng Cộng sản toàn Liên bang                                                                                                  | Bí thư thứ hai Trung ương Đảng Cộng sản Ukraine Bí thư thứ nhất Tỉnh ủy Kharkov Đảng Cộng sản Ukraine                                                           | 3/1937-6/1937                                                                          | |                 | Bị bắt tháng 2/1938                                                                                          |
| 48  | Pavel Postyshev (1887–1939)          | Bí thư thứ nhất Tỉnh ủy Kuibyshev Đảng Cộng sản toàn Liên bang | Bí thư thứ hai Trung ương Đảng Cộng sản Ukraine Bí thư thứ nhất Tỉnh ủy Kharkov Đảng Cộng sản Ukraine                                                           | 11/1937-1/1938                                                                         | |                 | Bị bắt tháng 2/1938                                                                                          |
| 49  | Georgy Pyatakov (1890–1937)          | | Phó Ủy viên Nhân dân Bộ Dân ủy Công nghiệp nặng Liên Xô |                                                                                        | Phó Ủy viên Nhân dân thứ nhất Bộ Dân ủy Công nghiệp nặng Liên Xô | 6/1934-9/1936   | Miễn nhiệm chức vụ tháng 9/1936                                                                              |
| 50  | Osip Piatnitsky (1882–1938)          | | Ủy viên Đoàn chủ tịch ủy ban chấp hành quốc tế cộng sản |                                                                                        | Trưởng ban Ban Chính trị và Hành chính Trung ương Đảng | 8/1935-7/1937   | Bị bắt tháng 7/1937                                                                                          |
| 51  | Mikhail Razumov (1894–1937)          | | Bí thư thứ nhất Tỉnh ủy Đông Siberia Đảng Cộng sản toàn Liên bang                                                                                               |                                                                                        | Bí thư thứ nhất Tỉnh ủy Đông Siberia Đảng Cộng sản toàn Liên bang | 2/1934-6/1937   | Miễn nhiệm tại Hội nghị Trung ương lần thứ 11 (6/1937)                                                       |
| 52  | Jānis Rudzutaks (1887–1938)          | | Phó Chủ tịch Hội đồng Dân ủy Liên Xô Phó Chủ tịch Hội đồng Lao động và Quốc phòng Liên Xô                                                                       |                                                                                        | Phó Chủ tịch Hội đồng Dân ủy Liên Xô | 4/1937-5/1937   | Bị bắt tháng 5/1937                                                                                          |
| 53  | Ivan Rumyantsev (1886–1937)          | | Bí thư thứ nhất Tỉnh ủy Phía Tây Đảng Cộng sản toàn Liên bang                                                                                                   |                                                                                        | Bí thư thứ nhất Tỉnh ủy Phía Tây Đảng Cộng sản toàn Liên bang | 2/1934-6/1937   | Miễn nhiệm tại Hội nghị Trung ương lần thứ 11 (6/1937)                                                       |
| 54  | Moisei Rukhimovich (1889–1938)       | | Giám đốc Nhà máy Liên hợp Kuzbassugol |                                                                                        | Phó Ủy viên Nhân dân Bộ Dân ủy Công nghiệp nặng Liên Xô | 6/1934-12/1936  | Bị bắt tháng 10/1937                                                                                         |
| 54  | Moisei Rukhimovich (1889–1938)       | Ủy viên Nhân dân Bộ Dân ủy Công nghiệp Quốc phòng Liên Xô | Giám đốc Nhà máy Liên hợp Kuzbassugol | 12/1936-10/1937                                                                        | |                 | Bị bắt tháng 10/1937                                                                                         |
| 55  | Kuzma Ryndin (1893–1938)             | | Bí thư thứ nhất Tỉnh ủy Chelyabinsk Đảng Cộng sản toàn Liên bang                                                                                                |                                                                                        | Bí thư thứ nhất Tỉnh ủy Chelyabinsk Đảng Cộng sản toàn Liên bang | 2/1934-10/1937  | Bị bắt tháng 10/1937                                                                                         |
| 56  | Joseph Stalin (1878–1953)            | | Ủy viên Đoàn Chủ tịch ủy ban chấp hành quốc tế cộng sản |                                                                                        | Ủy viên Đoàn Chủ tịch ủy ban chấp hành quốc tế cộng sản Ủy viên Ủy ban Thường vụ về các vấn đề bí mật và các vấn đề chính sách đối ngoại thuộc Bộ Chính trị Ủy viên Ban Thường vụ về các vấn đề kinh tế Bộ Chính trị | 2/1934-3/1939   | |
| 56  | Joseph Stalin (1878–1953)            | | Ủy viên Đoàn Chủ tịch ủy ban chấp hành quốc tế cộng sản |                                                                                        | Ủy viên Đoàn Chủ tịch ủy ban chấp hành quốc tế cộng sản Ủy viên Ủy ban Thường vụ về các vấn đề bí mật và các vấn đề chính sách đối ngoại thuộc Bộ Chính trị Ủy viên Ban Thường vụ về các vấn đề kinh tế Bộ Chính trị | 2/1934-3/1939   | |
| 57  | Aleksei Stetskii (1896–1938)         | | Trưởng ban Ban Văn hóa và Tuyên truyền Trung ương Đảng |                                                                                        | Ủy viên Cục Tổ chức Trung ương Đảng Tổng biên tập tạp chí "Bolshevik" Trưởng ban Ban Văn hóa và Tuyên truyền Lenin Trung ương Đảng                                                                                   | 2/1934-5/1935   | Bị bắt tháng 4/1938 và xử bắn sau đó                                                                         |
| 57  | Aleksei Stetskii (1896–1938)         | Ủy viên Cục Tổ chức Trung ương Đảng Tổng biên tập tạp chí "Bolshevik" Trưởng ban Ban Tuyên giáo và Cổ động Trung ương Đảng                                            | Trưởng ban Ban Văn hóa và Tuyên truyền Trung ương Đảng | 5/1935-4/1938                                                                          | |                 | Bị bắt tháng 4/1938 và xử bắn sau đó                                                                         |
| 58  | Daniil Sulimov (1890–1937)           | | Chủ tịch Hội đồng Dân ủy Nga Xô |                                                                                        | Chủ tịch Hội đồng Dân ủy Nga Xô | 2/1934-6/1937   | Miễn nhiệm tại Hội nghị Trung ương lần thứ 11 (6/1937)                                                       |
| 59  | Konstantin Ukhanov (1891–1937)       | | Chủ tịch Ủy ban Chấp hành Xô viết tỉnh Moskva |                                                                                        | Phó Ủy viên Nhân dân Bộ Dân ủy Cung ứng Liên Xô | 2/1934-8/1934   | Miễn nhiệm chức vụ tháng 5/1937                                                                              |
| 59  | Konstantin Ukhanov (1891–1937)       | Ủy viên Nhân dân Bộ Dân ủy Công nghiệp địa phương Nga Xô | Chủ tịch Ủy ban Chấp hành Xô viết tỉnh Moskva | 8/1934-10/1936                                                                         | |                 | Miễn nhiệm chức vụ tháng 5/1937                                                                              |
| 59  | Konstantin Ukhanov (1891–1937)       | Ủy viên Nhân dân Bộ Dân ủy Công nghiệp nhẹ Nga Xô | Chủ tịch Ủy ban Chấp hành Xô viết tỉnh Moskva | 10/1936-5/1937                                                                         | |                 | Miễn nhiệm chức vụ tháng 5/1937                                                                              |
| 60  | Mendel Khatayevich (1893–1937)       | | Bí thư thứ nhất Tỉnh ủy Dnipropetrovsk Đảng Cộng sản Ukraine |                                                                                        | Bí thư thứ hai Trung ương Đảng Cộng sản Ukraine | 3/1937-8/1937   | Bị bắt tháng 8/1937 và xử bắn sau đó                                                                         |
| 61  | Nikita Khrushchev (1894–1971)        | | Bí thư thứ nhất Thành ủy Moskva Đảng Cộng sản toàn Liên bang |                                                                                        | Bí thư thứ nhất Thành ủy Moskva Đảng Cộng sản toàn Liên bang | 2/1934-2/1938   | Ủy viên dự khuyết Bộ Chính trị từ tháng 1/1938                                                               |
| 61  | Nikita Khrushchev (1894–1971)        | Bí thư thứ hai Tỉnh ủy Moskva Đảng Cộng sản toàn Liên bang | Bí thư thứ nhất Thành ủy Moskva Đảng Cộng sản toàn Liên bang | 2/1934-7/1935                                                                          | |                 | Ủy viên dự khuyết Bộ Chính trị từ tháng 1/1938                                                               |
| 61  | Nikita Khrushchev (1894–1971)        | Bí thư thứ nhất Tỉnh ủy Moskva Đảng Cộng sản toàn Liên bang | Bí thư thứ nhất Thành ủy Moskva Đảng Cộng sản toàn Liên bang | 7/1935-3/1938                                                                          | |                 | Ủy viên dự khuyết Bộ Chính trị từ tháng 1/1938                                                               |
| 61  | Nikita Khrushchev (1894–1971)        | | Bí thư thứ nhất Thành ủy Moskva Đảng Cộng sản toàn Liên bang | Quyền Bí thư thứ nhất Đảng Cộng sản Ukraine Xô                                         | 1/1938-6/1938 |                 | Ủy viên dự khuyết Bộ Chính trị từ tháng 1/1938                                                               |
| 61  | Nikita Khrushchev (1894–1971)        | Bí thư thứ nhất Đảng Cộng sản Ukraine Xô Bí thư thứ nhất Tỉnh ủy và Thành ủy Kiev Đảng Cộng sản Ukraine Xô                                                            | Bí thư thứ nhất Thành ủy Moskva Đảng Cộng sản toàn Liên bang | 6/1938-3/1939                                                                          | |                 | Ủy viên dự khuyết Bộ Chính trị từ tháng 1/1938                                                               |
| 62  | Mikhail Chernov (1891–1938)          | | Chủ tịch Ủy ban Mua sắm Nông sản thuộc Hội đồng Dân ủy Liên Xô                                                                                                  |                                                                                        | Ủy viên Nhân dân Bộ Nông nghiệp Liên Xô | 4/1934-11/1937  | Bị bắt tháng 11/1937. Miễn nhiệm tháng 12/1937.                                                              |
| 63  | Vlas Chubar (1891–1939)              | | Chủ tịch Hội đồng Dân ủy Ukraine Xô |                                                                                        | Phó Chủ tịch Hội đồng Dân ủy Liên Xô | 4/1934-7/1938   | Ủy viên Bộ Chính trị từ 2/1935. Bị bắt tháng 11/1938 và xử bắn sau đó                                        |
| 63  | Vlas Chubar (1891–1939)              | Phó Chủ tịch Hội đồng Lao động và Quốc phòng Liên Xô | Chủ tịch Hội đồng Dân ủy Ukraine Xô | 4/1934-8/1937                                                                          | |                 | Ủy viên Bộ Chính trị từ 2/1935. Bị bắt tháng 11/1938 và xử bắn sau đó                                        |
| 63  | Vlas Chubar (1891–1939)              | | Chủ tịch Hội đồng Dân ủy Ukraine Xô | Ủy viên Ban Thường vụ về các vấn đề kinh tế thuộc Bộ Chính trị                         | 4/1934-8/1938 |                 | Ủy viên Bộ Chính trị từ 2/1935. Bị bắt tháng 11/1938 và xử bắn sau đó                                        |
| 63  | Vlas Chubar (1891–1939)              | Ủy viên Nhân dân Bộ Tài chính Liên Xô | Chủ tịch Hội đồng Dân ủy Ukraine Xô | 8/1937-1/1938                                                                          | |                 | Ủy viên Bộ Chính trị từ 2/1935. Bị bắt tháng 11/1938 và xử bắn sau đó                                        |
| 63  | Vlas Chubar (1891–1939)              | Trưởng ban xây dựng Solikamsk Bộ Dân ủy Nội vụ Liên Xô thuộc Bộ Chính trị                                                                                             | Chủ tịch Hội đồng Dân ủy Ukraine Xô | 6/1938-11/1938                                                                         | |                 | Ủy viên Bộ Chính trị từ 2/1935. Bị bắt tháng 11/1938 và xử bắn sau đó                                        |
| 64  | Mikhail Chuvyrin (1883–1947)         | | Chủ tịch Hội đồng Công đoàn toàn Ukraine |                                                                                        | Chủ tịch Ủy ban Trung ương Công đoàn Điện lực | 4/1936-5/1938   | |
| 64  | Mikhail Chuvyrin (1883–1947)         | Trưởng ban thẩm tra Hội đồng Công đoàn Trung ương toàn Liên bang | Chủ tịch Hội đồng Công đoàn toàn Ukraine | 5/1938-3/1939                                                                          | |                 | |
| 65  | Mikhail Chudov (1893–1937)           | | Bí thư thứ hai Tỉnh ủy Leningrad |                                                                                        | Chủ tịch Hội đồng hợp tác công nghiệp toàn liên bang | 6/1936-6/1937   | Miễn nhiệm tại Hội nghị Trung ương lần 11 (6/1937)                                                           |
| 66  | Nikolai Shvernik (1888–1970)         | | Ủy viên Cục Tổ chức Trung ương Đảng Bí thư thứ nhất Hội đồng Công đoàn Trung ương Liên bang                                                                     |                                                                                        | Ủy viên Cục Tổ chức Trung ương Đảng Bí thư thứ nhất Hội đồng Công đoàn Trung ương Liên bang Chủ tịch Xô viết Quốc gia Xô viết Tối cao Liên Xô                                                                        | 1/1938-3/1939   | |
| 67  | Boris Sheboldaev (1895–1937)         | | Bí thư thứ nhất Tỉnh ủy Azov-Biển Đen Đảng Cộng sản toàn Liên bang                                                                                              |                                                                                        | Bí thư thứ nhất Tỉnh ủy Kursk Đảng Cộng sản toàn Liên bang | 1/1937-6/1937   | Bị bắt tháng 6/1937                                                                                          |
| 68  | Robert Eikhe (1890–1940)             | | Bí thư thứ nhất Tỉnh ủy Tây Siberia Đảng Cộng sản toàn Liên bang                                                                                                |                                                                                        | Bí thư thứ nhất Tỉnh ủy Novosibirsk Đảng Cộng sản toàn Liên bang | 10/1937-11/1937 | Bị bắt tháng 11/1938                                                                                         |
| 68  | Robert Eikhe (1890–1940)             | Ủy viên Nhân dân Bộ Dân ủy Nông nghiệp Liên Xô | Bí thư thứ nhất Tỉnh ủy Tây Siberia Đảng Cộng sản toàn Liên bang                                                                                                | 10/1937-11/1938                                                                        | |                 | Bị bắt tháng 11/1938                                                                                         |
| 69  | Genrikh Yagoda (1891–1938)           | | Phó Chủ tịch Ủy ban Dự trữ thuộc Hội đồng Lao động và Quốc phòng Liên Xô Phó Chủ tịch thứ hai Tổng cục Chính trị Nhà nước Liên Xô thuộc Hội đồng Dân ủy Liên Xô |                                                                                        | Phó Chủ tịch Ủy ban Dự trữ thuộc Hội đồng Lao động và Quốc phòng Liên Xô Ủy viên Nhân dân Bộ Dân ủy Nội vụ Liên Xô                                                                                                   | 7/1934-9/1936   | Bị bắt tháng 3/1937                                                                                          |
| 69  | Genrikh Yagoda (1891–1938)           | Ủy viên Nhân dân Bộ Dân ủy Thông tin Liên Xô | Phó Chủ tịch Ủy ban Dự trữ thuộc Hội đồng Lao động và Quốc phòng Liên Xô Phó Chủ tịch thứ hai Tổng cục Chính trị Nhà nước Liên Xô thuộc Hội đồng Dân ủy Liên Xô | 9/1936-4/1937                                                                          | |                 | Bị bắt tháng 3/1937                                                                                          |
| 70  | Iona Yakir (1896–1937)               | | Tư lệnh Quân khu Ukraine |                                                                                        | Ủy viên Hội đồng Quân sự thuộc Bộ Dân ủy Quốc phòng Liên Xô Tư lệnh Quân khu Kiev | 5/1935-5/1937   | Bị bắt tháng 5/1937, miễn nhiệm chức vụ tại Hội nghị Trung ương lần thứ 11 (6/1937)                          |
| 70  | Iona Yakir (1896–1937)               | Tư lệnh Quân khu Leningrad | Tư lệnh Quân khu Ukraine | 5/1937                                                                                 | |                 | Bị bắt tháng 5/1937, miễn nhiệm chức vụ tại Hội nghị Trung ương lần thứ 11 (6/1937)                          |
| 71  | Yakov Yakovlev (1896–1938)           | | Ủy viên Nhân dân Bộ Dân ủy Nông nghiệp Liên Xô |                                                                                        | Trưởng ban Ban Nông nghiệp Trung ương Đảng | 10/1934-10/1936 | Bị bắt tháng 10/1937                                                                                         |
| 71  | Yakov Yakovlev (1896–1938)           | Phó Chủ nhiệm thứ nhất Ủy ban Kiểm tra Trung ương Đảng | Ủy viên Nhân dân Bộ Dân ủy Nông nghiệp Liên Xô | 10/1936-10/1937                                                                        | |                 | Bị bắt tháng 10/1937                                                                                         |
| 71  | Yakov Yakovlev (1896–1938)           | Quyền Bí thư thứ nhất Trung ương Đảng Cộng sản Belarus | Ủy viên Nhân dân Bộ Dân ủy Nông nghiệp Liên Xô | 7/1937-8/1937                                                                          | |                 | Bị bắt tháng 10/1937                                                                                         |
| 72  | Mir Jafar Baghirov (1896–1956)       | | Bí thư thứ nhất Trung ương Đảng Cộng sản Azerbaijan Bí thư thứ nhất Thành ủy Baku Đảng Cộng sản Azerbaijan                                                      |                                                                                        | Ủy viên Hội đồng Quân sự Phương diện quân Ngoại Kavkaz Bí thư thứ nhất Trung ương Đảng Cộng sản Azerbaijan Bí thư thứ nhất Thành ủy Baku Đảng Cộng sản Azerbaijan                                                    | 10/1937-3/1939  | Bầu bổ sung tại Hội nghị Trung ương lần thứ 12 (10/1937)                                                     |
| 73  | Vasily Blyukher (1890–1938)          | | Tư lệnh Quân đội Viễn Đông Cờ đỏ Đặc biệt |                                                                                        | Tư lệnh Phương diện quân Viễn Đông | 6/1938-9/1938   | Bầu bổ sung tại Hội nghị Trung ương lần thứ 12 (10/1937). Bị bắt tháng 10/1938 và qua đời sau đó             |
| 74  | Nikolai Bulganin (1895–1975)         | | Chủ tịch Hội đồng Dân ủy Nga Xô |                                                                                        | Chủ tịch Hội đồng quản trị Ngân hàng Nhà nước Liên Xô | 9/1938-3/1939   | Bầu bổ sung tại Hội nghị Trung ương lần thứ 12 (10/1937).                                                    |
| 75  | Anton Bulin (1894–1938)              | | Chủ nhiệm ủy ban Tư lệnh Giám sát Hồng quân |                                                                                        | Chủ nhiệm ủy ban Tư lệnh Giám sát Hồng quân | 10/1937-11/1937 | Bầu bổ sung tại Hội nghị Trung ương lần thứ 12 (10/1937). Bị bắt tháng 11/1937 và xử bắn sau đó              |
| 76  | Uraz Isayev (1899–1938)              | | Chủ tịch Hội đồng Dân ủy Kazakhstan Xô |                                                                                        | Chủ tịch Hội đồng Dân ủy Kazakhstan Xô | 10/1937-5/1938  | Bầu bổ sung tại Hội nghị Trung ương lần thứ 12 (10/1937). Bị bắt tháng 5/1938 và xử bắn sau đó               |
| 77  | Mikhail Kulkov (1891–1939)           | | Chủ nhiệm Ủy ban Kiểm tra Tỉnh ủy Azov-Biển Đen Đảng Cộng sản toàn Liên bang                                                                                    |                                                                                        | Chủ nhiệm Ủy ban Kiểm tra Tỉnh ủy Rostov Đảng Cộng sản toàn Liên bang | 10/1937-10/1938 | Bầu bổ sung tại Hội nghị Trung ương lần thứ 12 (10/1937). Bị bắt tháng 10/1938 và xử bắn sau đó              |
| 78  | Solomon Lozovsky (1878–1952)         | | Giám đốc Nhà xuất bản Văn học Nhà nước |                                                                                        | Giám đốc Nhà xuất bản Văn học Nhà nước | 10/1937-3/1939  | Bầu bổ sung tại Hội nghị Trung ương lần thứ 12 (10/1937)                                                     |
| 79  | Ivan Makarov (1888–1949)             | | Cục trưởng Cục Luyện kim và hợp kim cao cấp thuộc Bộ Dân ủy Công nghiệp nặng Liên Xô                                                                            |                                                                                        | Phó Ủy viên Nhân dân Bộ Dân ủy Công nghiệp nặng Liên Xô | 10/1938-1/1939  | Bầu bổ sung tại Hội nghị Trung ương lần thứ 12 (10/1937)                                                     |
| 79  | Ivan Makarov (1888–1949)             | Giám đốc nhà máy "Fraser" | Cục trưởng Cục Luyện kim và hợp kim cao cấp thuộc Bộ Dân ủy Công nghiệp nặng Liên Xô                                                                            | 1/1939-3/1939                                                                          | |                 | Bầu bổ sung tại Hội nghị Trung ương lần thứ 12 (10/1937)                                                     |
| 80  | Lev Mekhlis (1889–1953)              | | Trưởng ban Ban Báo chí và Xuất bản Trung ương Đảng |                                                                                        | Chủ nhiệm Tổng cục chính trị Hồng quân Xô viết Phó Ủy viên Nhân dân Bộ Dân ủy Quốc phòng Liên Xô | 12/1937-3/1939  | Bầu bổ sung tại Hội nghị Trung ương lần thứ 12 (10/1937)                                                     |
| 81  | Mikhail Mikhailov (1902–1938)        | | Quyền Bí thư thứ nhất Tỉnh ủy Voronezh Đảng Cộng sản toàn Liên bang                                                                                             |                                                                                        | Quyền Bí thư thứ nhất Tỉnh ủy Voronezh Đảng Cộng sản toàn Liên bang | 10/1937         | Bầu bổ sung tại Hội nghị Trung ương lần thứ 12 (10/1937); bị bắt tháng 10/1937                               |
| 82  | Nikolay Pakhomov (1890–1938)         | | Ủy viên Nhân dân Bộ Dân ủy Giao thông đường thủy Liên Xô |                                                                                        | Ủy viên Nhân dân Bộ Dân ủy Giao thông đường thủy Liên Xô | 10/1937-4/1938  | Bầu bổ sung tại Hội nghị Trung ương lần thứ 12 (10/1937). Bị bắt tháng 4/1938                                |
| 83  | Eduard Pramnek (1899–1938)           | | Bí thư thứ nhất Tỉnh ủy Donetsk Đảng Cộng sản Ukraine |                                                                                        | Bí thư thứ nhất Tỉnh ủy Donetsk Đảng Cộng sản Ukraine | 10/1937-4/1938  | Bầu bổ sung tại Hội nghị Trung ương lần thứ 12 (10/1937). Bị bắt tháng 4/1938                                |
| 84  | Pyotr Smorodin (1897–1939)           | | Quyền Bí thư thứ nhất Tỉnh ủy Stalingrad Đảng Cộng sản toàn Liên bang                                                                                           |                                                                                        | Quyền Bí thư thứ nhất Tỉnh ủy Stalingrad Đảng Cộng sản toàn Liên bang | 10/1937-6/1938  | Bầu bổ sung tại Hội nghị Trung ương lần thứ 12 (10/1937).Bị bắt tháng 6/1938                                 |
| 85  | Aleksandr Ugarov (1900-1939)         | | Bí thư thứ hai Thành ủy Leningrad Đảng Cộng sản toàn Liên bang                                                                                                  |                                                                                        | Quyền Bí thư thứ nhất Tỉnh ủy Moskva Đảng Cộng sản toàn Liên bang | 2/1938-6/1938   | Bầu bổ sung tại Hội nghị Trung ương lần thứ 12 (10/1937). Bị bắt tháng 10/1938                               |
| 85  | Aleksandr Ugarov (1900-1939)         | Bí thư thứ nhất Tỉnh ủy Moskva Đảng Cộng sản toàn Liên bang | Bí thư thứ hai Thành ủy Leningrad Đảng Cộng sản toàn Liên bang                                                                                                  | 6/1938-21/1938                                                                         | |                 | Bầu bổ sung tại Hội nghị Trung ương lần thứ 12 (10/1937). Bị bắt tháng 10/1938                               |

## Ủy viên Dự khuyết Trung ương Đảng
| STT | Họ tên (sinh-mất)                  | Chức vụ khi được bầu                                                                                          | Chức vụ khi được bầu | Chức vụ        | Chức vụ | Chức vụ         | Ghi chú                                    |
| STT | Họ tên (sinh-mất)                  | Chức vụ khi được bầu                                                                                          | Chức vụ khi được bầu | Chức vụ        | Chức vụ | Nhiệm kỳ        | Ghi chú                                    |
| --- | ---------------------------------- | --- | --- | -------------- | --- | --------------- | ------------------------------------------ |
| 1   | Mir Jafar Baghirov (1896–1956)     | | Bí thư thứ nhất Trung ương Đảng Cộng sản Azerbaijan Bí thư thứ nhất Thành ủy Baku Đảng Cộng sản Azerbaijan |                | Bí thư thứ nhất Trung ương Đảng Cộng sản Azerbaijan Bí thư thứ nhất Thành ủy Baku Đảng Cộng sản Azerbaijan                    | 2/1934-10/1937  | Bầu làm Ủy viên Trung ương Đảng từ 10/1937 |
| 2   | Georgy Blagonravov (1896–1938)     | | Phó Ủy viên Nhân dân thứ nhất Bộ Dân ủy Giao thông vận tải Liên Xô |                | Cục trưởng Cục quản lý đường cao tốc và vận tải ô tô Trung ương thuộc Hội đồng Dân ủy Liên Xô                                 | 8/1935-3/1936   | Bị bắt tháng 5/1937                        |
| 2   | Georgy Blagonravov (1896–1938)     | Cục trưởng Cục xây dựng đường cao tốc thuộc Bộ Dân ủy Nội vụ Liên Xô                                          | Phó Ủy viên Nhân dân thứ nhất Bộ Dân ủy Giao thông vận tải Liên Xô | 3/1936-5/1937  | |                 | Bị bắt tháng 5/1937                        |
| 3   | Vasily Blyukher (1890–1938)        | | Tư lệnh Quân đội Viễn Đông Cờ đỏ Đặc biệt |                | Tư lệnh Quân khu Viễn Đông | 2/1935-6/1935   | Bầu làm Ủy viên Trung ương Đảng từ 10/1937 |
| 3   | Vasily Blyukher (1890–1938)        | Tư lệnh Quân đội Viễn Đông Cờ đỏ Đặc biệt                                                                     | Tư lệnh Quân đội Viễn Đông Cờ đỏ Đặc biệt | 6/1935-10/1937 | |                 | Bầu làm Ủy viên Trung ương Đảng từ 10/1937 |
| 4   | Grigory Broydo (1883–1956)         | | Bí thư thứ nhất Trung ương Đảng Cộng sản Tajikistan |                | Bí thư thứ nhất Trung ương Đảng Cộng sản Tajikistan                                                                           | 2/1934-1/1935   |                                            |
| 4   | Grigory Broydo (1883–1956)         | Phó Ủy viên Nhân dân Bộ Dân ủy Giáo dục Nga Xô                                                                | Bí thư thứ nhất Trung ương Đảng Cộng sản Tajikistan | 11/1934-9/1936 | |                 |                                            |
| 4   | Grigory Broydo (1883–1956)         | Giám đốc Nhà xuất bản Trung ương Đảng Cộng sản toàn Liên bang                                                 | Bí thư thứ nhất Trung ương Đảng Cộng sản Tajikistan | 9/1936-7/1938  | |                 |                                            |
| 4   | Grigory Broydo (1883–1956)         | Giám đốc Nhà xuất bản Y tế                                                                                    | Bí thư thứ nhất Trung ương Đảng Cộng sản Tajikistan | 7/1938-3/1939  | |                 |                                            |
| 5   | Semyon Budyonny (1883–1973)        | | Thanh tra Kỵ binh Hồng quân |                | Tư lệnh Quân khu Moskva | 10/1937-3/1939  |                                            |
| 6   | Nikolai Bukharin (1888–1938)       | | Chủ tịch Xô viết Thành phố Moskva |                | Chủ tịch Hội đồng Dân ủy Nga Xô                                                                                               | 6/1937-10/1937  | Bầu làm Ủy viên Trung ương Đảng từ 10/1937 |
| 7   | Anton Bulin (1894–1938)            | | Chính ủy Quân khu Belarus |                | Chủ nhiệm ủy ban Tư lệnh Giám sát Hồng quân                                                                                   | 4/1937-10/1937  | Bầu làm Ủy viên Trung ương Đảng từ 10/1937 |
| 8   | Nikolai Bukharin (1888–1938)       | | Ủy viên Bộ Dân ủy Công nghiệp nặng Liên Xô |                | Tổng biên tập tờ báo Izvestia                                                                                                 | 2/1934-2/1937   | Bị bắt tháng 2/1937                        |
| 9   | Yavlov Bykin (1888–1938)           | | Bí thư thứ nhất Tỉnh ủy Bashkir Đảng Cộng sản toàn Liên bang |                | Bí thư thứ nhất Tỉnh ủy Bashkir Đảng Cộng sản toàn Liên bang                                                                  | 2/1934-10/1937  | Bị bắt tháng 10/1937                       |
| 10  | Yevgeny Veger (1899–1937)          | | Bí thư thứ nhất Tỉnh ủy Odessa Đảng Cộng sản Ukraine |                | Bí thư thứ nhất Tỉnh ủy Odessa Đảng Cộng sản Ukraine                                                                          | 2/1934-6/1937   | Miễn nhiệm chức vụ tháng 6/1937            |
| 11  | Gavrii Veynberg (1891–1946)        | | Ủy viên Đoàn Chủ tịch Hội đồng Công đoàn Trung ương Liên Xô Thư ký Hội đồng Liên minh Công đoàn Trung ương Liên Xô |                | Cục trưởng Cục Công nghiệp Macaroni thuộc Bộ Dân ủy Công nghiệp Thực phẩm Nga Xô                                              | 5/1937-3/1939   |                                            |
| 12  | Nikolai Gikalo (1897–1938)         | | Bí thư thứ nhất Trung ương Đảng Cộng sản Belarus |                | Bí thư thứ nhất Tỉnh ủy Kharkov Đảng Cộng sản Ukraine                                                                         | 2/1937-10/1937  | Miễn nhiệm chức vụ tháng 10/1937           |
| 13  | Nikolay Goloded (1894–1937)        | | Chủ tịch Hội đồng Dân ủy Belarus Xô Chủ tịch Hội đồng Trung ương Hiệp hội Hỗ trợ Xây dựng Quốc phòng, Hàng không và Hóa chất Belarus Xô |                | Chủ tịch Hội đồng Trung ương Hiệp hội Hỗ trợ Xây dựng Quốc phòng, Hàng không và Hóa chất Belarus Xô                           | 5/1937-6/1937   | Bị bắt tháng 6/1937                        |
| 14  | Hryhoriy Hrynko (1890–1938)        | | Ủy viên Nhân dân Bộ Dân ủy Tài chính Liên Xô |                | Ủy viên Nhân dân Bộ Dân ủy Tài chính Liên Xô                                                                                  | 2/1934-8/1937   | Bị bắt tháng 8/1937                        |
| 15  | Fyodor Gryadinsky (1893–1938)      | | Chủ tịch ủy ban chấp hành Xô viết tỉnh Tây Siberia |                | Chủ tịch ủy ban chấp hành Xô viết tỉnh Tây Siberia                                                                            | 2/1934-8/1937   | Bị bắt tháng 8/1937                        |
| 16  | Nikolai Demchenko (1896–1937)      | | Bí thư thứ nhất Tỉnh ủy Kiev Đảng Cộng sản Ukraine |                | Bí thư thứ nhất Tỉnh ủy Kharkov Đảng Cộng sản Ukraine                                                                         | 6/1934-9/1936   | Bị bắt tháng 7/1937                        |
| 16  | Nikolai Demchenko (1896–1937)      | Phó Ủy viên Nhân dân thứ nhất Bộ Dân ủy Nông nghiệp Liên Xô                                                   | Bí thư thứ nhất Tỉnh ủy Kiev Đảng Cộng sản Ukraine | 9/1936-4/1937  | |                 | Bị bắt tháng 7/1937                        |
| 16  | Nikolai Demchenko (1896–1937)      | Ủy viên Nhân dân Bộ Dân ủy Ngũ cốc, chăn nuôi và nông trường quốc doanh Liên Xô                               | Bí thư thứ nhất Tỉnh ủy Kiev Đảng Cộng sản Ukraine | 4/1937-7/1937  | |                 | Bị bắt tháng 7/1937                        |
| 17  | Terenty Deribas (1883–1938)        | | Đặc phái viên Tổng cục chính trị Nhà nước Liên Xô thuộc Hội đồng Dân ủy Liên Xô vùng lãnh thổ Viễn Đông Trưởng phòng phòng đặc biệt thuộc Tổng cục chính trị Nhà nước Liên Xô thuộc Quân đội Viền Đông Cờ đỏ đặc biệt Ủy viên Hội đồng Quân sự Cách mạng thuộc Quân đội Viền Đông Cờ đỏ đặc biệt |                | Cục trưởng Cục Viễn Đông Bộ Dân ủy Nội vụ Liên Xô                                                                             | 7/1934-5/1937   | Bị bắt tháng 8/1937                        |
| 17  | Terenty Deribas (1883–1938)        | Ủy viên Bộ Dân ủy Nội vụ Liên Xô                                                                              | Đặc phái viên Tổng cục chính trị Nhà nước Liên Xô thuộc Hội đồng Dân ủy Liên Xô vùng lãnh thổ Viễn Đông Trưởng phòng phòng đặc biệt thuộc Tổng cục chính trị Nhà nước Liên Xô thuộc Quân đội Viền Đông Cờ đỏ đặc biệt Ủy viên Hội đồng Quân sự Cách mạng thuộc Quân đội Viền Đông Cờ đỏ đặc biệt | 5/1937-6/1937  | |                 | Bị bắt tháng 8/1937                        |
| 17  | Terenty Deribas (1883–1938)        | Cục trưởng Cục Viễn Đông Bộ Dân ủy Nội vụ Liên Xô                                                             | Đặc phái viên Tổng cục chính trị Nhà nước Liên Xô thuộc Hội đồng Dân ủy Liên Xô vùng lãnh thổ Viễn Đông Trưởng phòng phòng đặc biệt thuộc Tổng cục chính trị Nhà nước Liên Xô thuộc Quân đội Viền Đông Cờ đỏ đặc biệt Ủy viên Hội đồng Quân sự Cách mạng thuộc Quân đội Viền Đông Cờ đỏ đặc biệt | 6/1937-7/1937  | |                 | Bị bắt tháng 8/1937                        |
| 18  | Alexander Yegorov (1883–1939)      | | Tổng tham mưu trưởng Bộ Tổng Tham mưu Hồng quân Liên Xô |                | Phó Ủy viên Nhân dân thứ nhất Bộ Dân ủy Quốc phòng Liên Xô                                                                    | 5/1937-1/1938   | Bị bắt tháng 3/1938                        |
| 18  | Alexander Yegorov (1883–1939)      | Tư lệnh Quân khu Transca                                                                                      | Tổng tham mưu trưởng Bộ Tổng Tham mưu Hồng quân Liên Xô | 1/1938-2/1938  | |                 | Bị bắt tháng 3/1938                        |
| 19  | Ivan Yeromin (1895–1937)           | | Phó Ủy viên Nhân dân Bộ Dân ủy Công nghiệp nhẹ Liên Xô |                | Phó Ủy viên Nhân dân Bộ Dân ủy Công nghiệp nhẹ Liên Xô                                                                        | 2/1934-9/1937   | Bị bắt tháng 9/1937 và xử bắn sau đó       |
| 20  | Avraami Zavenyagin (1901–1956)     | | Giám đốc Nhà máy liên hợp luyện kim Magnitogorsk |                | Phó Ủy viên Nhân dân thứ nhất Bộ Dân ủy Công nghiệp nặng Liên Xô                                                              | 3/1937-3/1938   |                                            |
| 20  | Avraami Zavenyagin (1901–1956)     | Kỹ sư trưởng và Giám đốc Nhà máy liên hợp khai thác và luyện kim Norilsk thuộc Bộ Dân ủy Nội vụ Liên Xô       | Giám đốc Nhà máy liên hợp luyện kim Magnitogorsk | 3/1938-3/1939  | |                 |                                            |
| 21  | Volodymyr Zatonsky (1888–1938)     | | Ủy viên Nhân dân Bộ Dân ủy Giáo dục Ukraine Xô |                | Ủy viên Nhân dân Bộ Dân ủy Giáo dục Ukraine Xô                                                                                | 2/1934-11/1937  | Bị bắt tháng 11/1937                       |
| 22  | Uraz Isayev (1899–1938)            | | Chủ tịch Hội đồng Dân ủy Tự trị Kazakhstan Xô |                | Chủ tịch Hội đồng Dân ủy Kazakhstan Xô Tự trị                                                                                 | 3/1937-10/1937  | Bầu làm Ủy viên Trung ương Đảng từ 10/1937 |
| 23  | Moisei Kalmanovich (1888–1937)     | | Chủ tịch Hội đồng quản trị Ngân hàng Nhà nước Liên Xô Phó Ủy viên Nhân dân Bộ Dân ủy Tài chính Liên Xô |                | Ủy viên Nhân dân Bộ Dân ủy Ngũ cốc, chăn nuôi và nông trường quốc doanh Liên Xô                                               | 4/1934-4/1937   | Miễn nhiệm chức vụ tháng 6/1937            |
| 24  | Anna Kalgyna (1895–1937)           | | Bí thư thứ nhất Thành ủy Kalinin Đảng Cộng sản toàn Liên bang |                | Bí thư thứ hai Ban Tổ chức Tỉnh ủy Kalinin Đảng Cộng sản toàn Liên bang                                                       | 2/1935-6/1935   | Bị bắt tháng 6/1937                        |
| 24  | Anna Kalgyna (1895–1937)           | Bí thư thứ hai Tỉnh ủy Kalinin Đảng Cộng sản toàn Liên bang                                                   | Bí thư thứ nhất Thành ủy Kalinin Đảng Cộng sản toàn Liên bang | 6/1935-4/1936  | |                 | Bị bắt tháng 6/1937                        |
| 24  | Anna Kalgyna (1895–1937)           | Bí thư thứ nhất Thành ủy Voronezh Đảng Cộng sản toàn Liên bang                                                | Bí thư thứ nhất Thành ủy Kalinin Đảng Cộng sản toàn Liên bang | 4/1936-3/1937  | |                 | Bị bắt tháng 6/1937                        |
| 24  | Anna Kalgyna (1895–1937)           | Bí thư thứ hai Thành ủy Voronezh Đảng Cộng sản toàn Liên bang                                                 | Bí thư thứ nhất Thành ủy Kalinin Đảng Cộng sản toàn Liên bang | 3/1937-6/1937  | |                 | Bị bắt tháng 6/1937                        |
| 25  | Grigory Kaminsky (1895–1938)       | | Chánh Thanh tra Y tế Liên Xô Ủy viên Nhân dân Bộ Dân ủy Y tế Nga Xô |                | Ủy viên Nhân dân Bộ Dân ủy Y tế Nga Xô                                                                                        | 7/1936-3/1937   | Bị bắt tháng 6/1937                        |
| 25  | Grigory Kaminsky (1895–1938)       | Ủy viên Nhân dân Bộ Dân ủy Y tế Liên Xô                                                                       | Chánh Thanh tra Y tế Liên Xô Ủy viên Nhân dân Bộ Dân ủy Y tế Nga Xô | 7/1936-6/1937  | |                 | Bị bắt tháng 6/1937                        |
| 26  | Nikolay Komarov (1886–1937)        | | Ủy viên Nhân dân Bộ Dân ủy Tiện ích công cộng Nga Xô |                | Ủy viên Nhân dân Bộ Dân ủy Tiện ích công cộng Nga Xô                                                                          | 2/1934-6/1937   | Bị bắt tháng 6/1937                        |
| 27  | Nikolay Kubiak (1881–1937)         | | Chủ tịch Hội đồng toàn thể Liên minh các Hợp tác xã Nhà ở và Tiện ích thuộc Đoàn Chủ tịch Ủy ban Chấp hành Trung ương Liên Xô |                | Chủ tịch Hội đồng toàn thể Liên minh các Hợp tác xã Nhà ở và Tiện ích thuộc Đoàn Chủ tịch Ủy ban Chấp hành Trung ương Liên Xô | 2/1934-6/1937   | Bị bắt tháng 6/1937                        |
| 28  | Mikhail Kulkov (1891–1939)         | | Trưởng Ban Cán sự Đảng Thành ủy Moskva Đảng Cộng sản toàn Liên bang |                | Bí thư thứ hai Thành ủy Moskva Đảng Cộng sản toàn Liên bang                                                                   | 3/1935-10/1937  | Bầu làm Ủy viên Trung ương Đảng từ 10/1937 |
| 29  | Vasily Kuritsyn (1892–1937)        | | Giám đốc nhà máy đầu máy hơi nước Lugansk mang tên Cách mạng Tháng Mười (vùng Donetsk) |                | Trưởng ban Kinh tế đầu máy Trung ương Bộ Dân ủy Giao thông vận tải Liên Xô                                                    | 1935-1936       | Bị bắt tháng 8/1937                        |
| 29  | Vasily Kuritsyn (1892–1937)        | Giám đốc xí nghiệp liên hiệp các nhà máy sửa chữa đầu máy hơi nước thuộc Bộ Dân ủy Giao thông vận tải Liên Xô | Giám đốc nhà máy đầu máy hơi nước Lugansk mang tên Cách mạng Tháng Mười (vùng Donetsk) | 1936-1937      | |                 | Bị bắt tháng 8/1937                        |
| 29  | Vasily Kuritsyn (1892–1937)        | Giám đốc xí nghiệp liên hiệp thiết bị hạ tầng Bộ Dân ủy Công nghiệp địa phương Nga Xô                         | Giám đốc nhà máy đầu máy hơi nước Lugansk mang tên Cách mạng Tháng Mười (vùng Donetsk) | 1937           | |                 | Bị bắt tháng 8/1937                        |
| 30  | Alfred Lepa (1892–1937)            | | Bí thư thứ nhất Tỉnh ủy Tatar Đảng Cộng sản toàn Liên bang |                | Bí thư thứ nhất Tỉnh ủy Tatar Đảng Cộng sản toàn Liên bang                                                                    | 2/1934-10/1937  | Bị bắt tháng 10/1937                       |
| 31  | Solomon Lozovsky (1878–1952)       | | Ủy viên dự khuyết Ban Chấp hành Quốc tế Cộng sản |                | Ủy viên dự khuyết Ban Chấp hành Quốc tế Cộng sản Giám đốc Nhà xuất bản Văn học Nhà nước                                       | 7/1937-10/1937  | Bầu làm Ủy viên Trung ương Đảng từ 10/1937 |
| 32  | Panas Lyubchenko (1897–1937)       | | Chủ tịch Hội đồng Dân ủy Ukraine Xô |                | Chủ tịch Hội đồng Dân ủy Ukraine Xô                                                                                           | 2/1934-8/1937   | Mất khi đang tại nhiệm                     |
| 33  | Ivan Makarov (1888–1949)           | | Giám đốc nhà máy luyện kim Stalin |                | Cục trưởng Cục Luyện kim và hợp kim cao cấp thuộc Bộ Dân ủy Công nghiệp nặng Liên Xô                                          | 2/1937-10/1937  | Bầu làm Ủy viên Trung ương Đảng từ 10/1937 |
| 34  | Lev Mekhlis (1889–1953)            | | Tổng biên tập báo "Pravda" |                | Tổng biên tập báo "Pravda" Trưởng ban Ban Báo chí và Xuất bản Trung ương Đảng                                                 | 9/1937-10/1937  | Bầu làm Ủy viên Trung ương Đảng từ 10/1937 |
| 35  | Vasily Mikhailov (1894–1937)       | | Trưởng ban xây dựng Tổ hợp công nghiệp Dnepr (Dneprokombinat) |                | Trưởng ban xây dựng Cung điện Xô Viết ở Moscow                                                                                | 9/1934-6/1937   | Miễn nhiệm chức vụ tháng 6/1937            |
| 36  | Mikhail Mikhailov (1902–1938)      | | Bí thư thứ 3 Tỉnh ủy Moskva Đảng Cộng sản toàn Liên bang |                | Chủ nhiệm Cục Tổ chức tỉnh Kalinin Đảng Cộng sản toàn Liên bang                                                               | 2/1935-6/1935   | Bầu làm Ủy viên Trung ương Đảng từ 10/1937 |
| 36  | Mikhail Mikhailov (1902–1938)      | Bí thư thứ nhất Tỉnh ủy Kalinin Đảng Cộng sản toàn Liên bang                                                  | Bí thư thứ 3 Tỉnh ủy Moskva Đảng Cộng sản toàn Liên bang | 6/1935-4/1937  | |                 | Bầu làm Ủy viên Trung ương Đảng từ 10/1937 |
| 36  | Mikhail Mikhailov (1902–1938)      | Quyền Bí thư thứ nhất Tỉnh ủy Voronezh Đảng Cộng sản toàn Liên bang                                           | Bí thư thứ 3 Tỉnh ủy Moskva Đảng Cộng sản toàn Liên bang | 4/1937-10/1937 | |                 | Bầu làm Ủy viên Trung ương Đảng từ 10/1937 |
| 37  | Gazanfar Musabekov (1888–1938)     | | Chủ tịch Hội đồng Dân ủy Ngoại Kavkaz Xô |                | Chủ tịch Hội đồng Dân ủy Ngoại Kavkaz Xô                                                                                      | 2/1934-6/1937   | Miễn nhiệm chức vụ tháng 6/1937            |
| 38  | Valerian Osinsky (1887–1938)       | | Phó Chủ tịch Ủy ban Kế hoạch Nhà nước thuộc Hội đồng Dân ủy Liên Xô Vụ trưởng Vụ Kế toán Kinh tế Quốc dân Trung ương của Ủy ban Kế hoạch Nhà nước thuộc Hội đồng Dân ủy Liên Xô |                | Viện trưởng Viện Lịch sử Khoa học và Công nghệ thuộc Viện Hàn lâm Khoa học Liên Xô                                            | 8/1935-6/1937   | Miễn nhiệm chức vụ tháng 6/1937            |
| 39  | Ivan Pavlunovsky (1888–1937)       | | Phó Ủy viên Nhân dân Bộ Dân ủy Công nghiệp nặng Liên Xô |                | Tổng cục trưởng Tổng cục Công nghiệp Quân sự Bộ Dân ủy Công nghiệp nặng Liên Xô                                               | 12/1935-12/1936 | Bị bắt tháng 6/1937                        |
| 39  | Ivan Pavlunovsky (1888–1937)       | Tổng cục trưởng Tổng cục Giao thông vận tải Bộ Dân ủy Công nghiệp nặng Liên Xô                                | Phó Ủy viên Nhân dân Bộ Dân ủy Công nghiệp nặng Liên Xô | 12/1936-4/1937 | |                 | Bị bắt tháng 6/1937                        |
| 39  | Ivan Pavlunovsky (1888–1937)       | Trưởng ban Ban Động viên Bộ Dân ủy Công nghiệp nặng Liên Xô                                                   | Phó Ủy viên Nhân dân Bộ Dân ủy Công nghiệp nặng Liên Xô | 4/1937-6/1937  | |                 | Bị bắt tháng 6/1937                        |
| 40  | Nikolai Pakhomov (1890–1938)       | | Chủ tịch Ủy ban chấp hành Xô viết tỉnh Nizhny Novgorod - Gorky |                | Ủy viên Nhân dân Bộ Dân ủy Vận tải đường thủy Liên Xô                                                                         | 3/1934-10/1937  | Bầu làm Ủy viên Trung ương Đảng từ 10/1937 |
| 41  | Boris Pozern (1882–1939)           | | Trưởng ban Ban Văn hóa và Tuyên truyền Lenin Tỉnh ủy Leningrad |                | Trưởng ban Ban Tuyên giáo và Cổ động Tỉnh ủy Leningrad                                                                        | 5/1935-3/1937   | Bị bắt tháng 7/1938                        |
| 41  | Boris Pozern (1882–1939)           | Viện trưởng viện công tố tỉnh Leningrad                                                                       | Trưởng ban Ban Văn hóa và Tuyên truyền Lenin Tỉnh ủy Leningrad | 3/1937-7/1938  | |                 | Bị bắt tháng 7/1938                        |
| 42  | Vladimir Polonsky (1893–1937)      | | Phó Ủy viên Nhân dân thứ nhất Bộ Dân ủy Giao thông vận tải Liên Xô Bí thư Đảng ủy Bộ Dân ủy Giao thông vận tải Liên Xô |                | Ủy viên Đoàn Chủ tịch Hội đồng Công đoàn Trung ương Liên Xô Thư ký Hội đồng Liên minh Công đoàn Trung ương Liên Xô            | 3/1935-5/1937   | Bị bắt tháng 6/1937                        |
| 42  | Vladimir Polonsky (1893–1937)      | Phó Ủy viên Nhân dân Bộ Dân ủy Thông tin Liên Xô                                                              | Phó Ủy viên Nhân dân thứ nhất Bộ Dân ủy Giao thông vận tải Liên Xô Bí thư Đảng ủy Bộ Dân ủy Giao thông vận tải Liên Xô | 5/1937-6/1937  | |                 | Bị bắt tháng 6/1937                        |
| 43  | Nikolai Popov (1891–1938)          | | Giám đốc Viện Marx-Engels-Lenin Trung ương Đảng Cộng sản Ukraine |                | Bí thư thứ ba Trung ương Đảng Cộng sản Ukraine                                                                                | 6/1937          | Bị bắt tháng 6/1937                        |
| 44  | Alexander Poskrebyshev (1891–1965) | | Trưởng ban Ban Đặc biệt Trung ương Đảng Cộng sản toàn Liên bang |                | Trưởng ban Ban Đặc biệt Trung ương Đảng Cộng sản toàn Liên bang Chủ nhiệm Văn phòng Bí thư Trung ương Đảng Stalin             | 8/1935-3/1939   |                                            |
| 45  | Eduard Pramnek (1899–1938)         | | Bí thư thứ nhất Tỉnh ủy Gorky Đảng Cộng sản toàn Liên bang |                | Bí thư thứ nhất Tỉnh ủy Donetsk Đảng Cộng sản Ukraine                                                                         | 6/1937-10/1937  | Bầu làm Ủy viên Trung ương Đảng từ 10/1937 |
| 46  | Vladimir Ptukha (1894–1938)        | | Bí thư thứ nhất Tỉnh ủy Stalingrad Đảng Cộng sản toàn Liên bang |                | Bí thư thứ hai Tỉnh ủy Viễn Đông Đảng Cộng sản toàn Liên bang                                                                 | 5/1935-10/1937  | Miễn nhiệm chức vụ tháng 10/1937           |
| 47  | Arkady Rosengolts (1889–1938)      | | Ủy viên Nhân dân Bộ Dân ủy Ngoại thương Liên Xô |                | Cục trưởng cục Quốc dân Bộ Dân ủy Ngoại thương Liên Xô                                                                        | 6/1937-8/1937   | Bị bắt tháng 10/1937                       |
| 47  | Arkady Rosengolts (1889–1938)      | Cục trưởng Cục Dự trữ Nhà nước thuộc Hội đồng Dân ủy Liên Xô                                                  | Ủy viên Nhân dân Bộ Dân ủy Ngoại thương Liên Xô | 8/1937-10/1937 | |                 | Bị bắt tháng 10/1937                       |
| 48  | Alexei Rykov (1881–1938)           | | Ủy viên Nhân dân Bộ Dân ủy Thông tin Liên Xô |                | Ủy viên Nhân dân Bộ Dân ủy Thông tin Liên Xô                                                                                  | 2/1934-9/1936   | Bị bắt tháng 2/1937                        |
| 49  | Sarkis Sarkisov (1898–1938)        | | Bí thư thứ nhất Tỉnh ủy Donetsk Đảng Cộng sản Ukraine |                | Giám đốc Tổ hợp Donbassugol                                                                                                   | 5/1937-8/1937   | Bị bắt tháng 8/1937                        |
| 50  | Alexei Sedelnikov (1894–1938)      | | Bí thư thứ nhất Tỉnh ủy Tula Đảng Cộng sản toàn Liên bang |                | Bí thư thứ nhất Tỉnh ủy Tula Đảng Cộng sản toàn Liên bang                                                                     | 2/1934-6/1937   | Bị bắt tháng 6/1937                        |
| 51  | Boris Semenov (1890–1937)          | | Bí thư thứ nhất Tỉnh ủy Crimea Đảng Cộng sản toàn Liên bang |                | Bí thư thứ nhất Tỉnh ủy Stalingrad Đảng Cộng sản toàn Liên bang                                                               | 12/1936-9/1937  | Bị bắt tháng 9/1937                        |
| 52  | Alexander Serebrovsky (1884–1938)  | | Phó Ủy viên Nhân dân Bộ Dân ủy Công nghiệp nặng Liên Xô |                | Phó Ủy viên Nhân dân Bộ Dân ủy Công nghiệp nặng Liên Xô                                                                       | 2/1934-9/1937   | Bị bắt tháng 9/1937                        |
| 53  | Pyotr Smorodin (1897–1939)         | | Bí thư thứ nhất Thành ủy Vyborg Đảng Cộng sản toàn Liên bang (Leningrad) |                | Bí thư thứ nhất Quận ủy Moskovsky Đảng Cộng sản toàn Liên bang (Leningrad)                                                    | 6/1936-5/1937   | Bầu làm Ủy viên Trung ương Đảng từ 10/1937 |
| 53  | Pyotr Smorodin (1897–1939)         | Bí thư thứ hai Tỉnh ủy Leningrad Đảng Cộng sản toàn Liên bang                                                 | Bí thư thứ nhất Thành ủy Vyborg Đảng Cộng sản toàn Liên bang (Leningrad) | 6/1937-9/1937  | |                 | Bầu làm Ủy viên Trung ương Đảng từ 10/1937 |
| 53  | Pyotr Smorodin (1897–1939)         | Bí thư thứ nhất Tỉnh ủy Stalingrad Đảng Cộng sản toàn Liên bang                                               | Bí thư thứ nhất Thành ủy Vyborg Đảng Cộng sản toàn Liên bang (Leningrad) | 9/1937-10/1937 | |                 | Bầu làm Ủy viên Trung ương Đảng từ 10/1937 |
| 54  | Grigori Sokolnikov (1888–1939)     | | Phó Ủy viên Nhân dân Bộ Dân ủy Ngoại giao Liên Xô |                | Phó Ủy viên Nhân dân Bộ Dân ủy Lâm nghiệp Liên Xô                                                                             | 5/1935-7/1936   | Bị bắt tháng 7/1936                        |
| 55  | Konstantin Strievsky (1885–1938)   | | Ủy viên Nhân dân Bộ Dân ủy Công nghiệp nhẹ Liên Xô |                | Chủ tịch Ủy ban Trung ương Liên minh công nhân cơ khí kỹ thuật hạng nặng                                                      | 8/1934-11/1937  | Bị bắt tháng 11/1937                       |
| 56  | Pyotr Struppe (1889–1937)          | | Chủ tịch Ủy ban Chấp hành Xô viết tỉnh Leningrad |                | Trưởng ban Sverdlovsk thuộc Bộ Dân ủy Ngũ cốc, chăn nuôi và nông trường quốc doanh                                            | 2/1936-6/1937   | Bị bắt tháng 6/1937                        |
| 57  | Ivan Tovstukha (1889–1935)         | | Phó Viện trưởng Viện Marx-Engels-Lenin thuộc Trung ương Đảng Cộng sản Liên Xô |                | Phó Viện trưởng Viện Marx-Engels-Lenin thuộc Trung ương Đảng Cộng sản Liên Xô                                                 | 2/1934-8/1935   | Mất khi đang tại nhiệm                     |
| 58  | Mikhail Tomsky (1880–1936)         | | Giám đốc Nhà xuất bản Liên bang |                | Giám đốc Nhà xuất bản Liên bang                                                                                               | 2/1934-8/1936   | Mất khi đang tại nhiệm                     |
| 59  | Mikhail Tukhachevsky (1893–1937)   | | Phó Ủy viên Nhân dân Bộ Dân ủy Quốc phòng Liên Xô |                | Phó Bí thư thứ nhất Đảng ủy Bộ Dân ủy Quốc phòng Liên Xô                                                                      | 2/1936-5/1937   | Bị bắt tháng 5/1937                        |
| 60  | Ieronim Uborevich (1896–1937)      | | Tư lệnh Quân khu Belarus |                | Tư lệnh Quân khu Belarus | 2/1934-5/1937   | Bị bắt tháng 5/1937                        |
| 61  | Aleksandr Ugarov (1900–1939)       | | Bí thư thứ hai Thành ủy Leningrad Đảng Cộng sản toàn Liên bang |                | Bí thư thứ hai Thành ủy Leningrad Đảng Cộng sản toàn Liên bang                                                                | 2/1934-10/1937  | Bầu làm Ủy viên Trung ương Đảng từ 10/1937 |
| 62  | Józef Unszlicht (1879–1938)        | | Chính ủy Phi đội Hàng không Dân dụng thuộc Hội đồng Dân ủy Liên Xô |                | Thư ký Ủy ban Chấp hành Trung ương Liên Xô                                                                                    | 2/1935-6/1937   | Bị bắt tháng 6/1937                        |
| 63  | Nikolai Filatov (1891–1939)        | | Chủ tịch Ủy ban Chấp hành Xô viết tỉnh Moskva |                | Chủ tịch Ủy ban Chấp hành Xô viết huyện Voskresensky (tỉnh Gorky)                                                             | 8/1937-11/1937  | Bị bắt tháng 11/1937                       |
| 64  | Isaak Schwartz (1879–1951)         | | Chủ tịch Ban công nghiệp đá phiến và đá Sapropel toàn Liên bang thuộc Bộ Dân ủy Công nghiệp nặng Liên Xô |                | Cục trưởng Cục thí nghiệm Nghiên cứu Khoa học toàn Liên bang về các chất làm thuốc                                            | 2/1938-3/1939   |                                            |
| 65  | Aleksandr Shteyngart (1887–1934)   | | Bí thư thứ nhất Tỉnh ủy Saratov Đảng Cộng sản toàn Liên bang |                | Bí thư thứ nhất Tỉnh ủy Saratov Đảng Cộng sản toàn Liên bang                                                                  | 2/1934          | Mất khi đang tại nhiệm                     |
| 66  | Vladimir Shubrikov (1895–1937)     | | Bí thư thứ nhất Tỉnh ủy Kuibyshevsky Đảng Cộng sản toàn Liên bang |                | Bí thư thứ hai Tỉnh ủy Tây Siberi Đảng Cộng sản toàn Liên bang                                                                | 4/1937-8/1937   | Bị bắt tháng 8/1937                        |
| 67  | Shalva Eliava (1883–1937)          | | Phó Ủy viên Nhân dân Bộ Dân ủy Ngoại thương Liên Xô |                | Phó Ủy viên Nhân dân Bộ Dân ủy Công nghiệp nhẹ Liên Xô                                                                        | 2/1936-5/1937   | Bị bắt tháng 5/1937                        |
| 68  | Tikhon Yurkin (1898–1986)          | | Ủy viên Nhân dân Bộ Dân ủy Ngũ cốc, chăn nuôi và nông trường quốc doanh Liên Xô |                | Phó Ủy viên Nhân dân thứ nhất Bộ Dân ủy Ngũ cốc, chăn nuôi và nông trường quốc doanh Liên Xô                                  | 4/1934-10/1936  |                                            |
| 68  | Tikhon Yurkin (1898–1986)          | Ủy viên Nhân dân Bộ Dân ủy Ngũ cốc, chăn nuôi và nông trường quốc doanh Nga Xô                                | Ủy viên Nhân dân Bộ Dân ủy Ngũ cốc, chăn nuôi và nông trường quốc doanh Liên Xô | 10/1936-8/1937 | |                 |                                            |
| 68  | Tikhon Yurkin (1898–1986)          | Ủy viên Nhân dân Bộ Dân ủy Ngũ cốc, chăn nuôi và nông trường quốc doanh Liên Xô                               | Ủy viên Nhân dân Bộ Dân ủy Ngũ cốc, chăn nuôi và nông trường quốc doanh Liên Xô | 7/1937-11/1938 | |                 |                                            |